# 桃園神社
25°00′23″N 121°19′31″E / 25.006293°N 121.325277°E
桃園神社，是一座位於台灣桃園市桃園區的神社，該設施於西元1938年興建，該神社創建時無社格，後於1945年4月12日升格為縣社。該神社鄰近虎頭山，在第二次世界大戰後，現今作為桃園忠烈祠使用。
桃園神社的建築為大日本帝國外地之神社建築中，迄今保留最為完整者。當前仍保有本殿、拜殿、參道、社務所等主要設施，且大致上仍維持原貌，並以其歇山頂、廡殿頂之建築設計以及其史蹟之完整性等而著稱。該神社之遺存全區被指定為桃園市定古蹟，並以桃園忠烈祠暨神社文化園區之名向大眾開放。

## 歷史

### 創立
台灣日治時期，因應台灣總督府普及神道因素，日本官方在台灣積極於各地建立神社，民間及部分台灣商民亦附和之，其中包括台灣神社、新竹神社、嘉義神社、台南神社等設施。昭和9年（1934年），日本政府開始在台灣推行「一街庄一社」的政策，桃園神社與台灣大多數的神社均在這個時期所建立。
昭和11年（1936年）5月，在經由桃園郡守谷義廉呈報新竹州知事赤堀鐵吉後，因考慮皇紀2,600年（1940年）紀念事業，以及於1936年5月開始進行「新竹神社神域擴張計畫」，因而擇址於桃園街東北郊的無名山麓（現虎頭山）興建桃園神社。在經得郡民贊成後，決定以五萬餘圓進行建設。其工事設計及監督則由桃園郡役所庶務係吏員春田直信擔任。神社的籌備委員則包括村木末一（桃園街長）、柳本貞吉（蘆竹庄長）、馬場儀次郎（大園庄長）、諸岡嘉助（龜山庄長）、山本宗平(八塊庄長)、本山直枝(新竹州會議員)、簡朗山等人，另外上棟式的木牌上還記載建造過程時所祭之神、祭主之資訊。
在進行神社興建計畫後，簡朗山曾於《臺灣日日新報》發表〈桃園神社建設喜賦〉：

滿場議案贊成頻，
寄附無論富與貧。
共喜桃園神社建，
國民日日振精神。

昭和12年（1937年）9月6日，桃園神社舉行地鎮祭，並自昭和13年（1938年）2月下旬開始進行參道鋪裝奉仕作業，由桃園郡下男女青年團員出動鋪設玉石及砂利鋪裝。桃園神社最終於同年6月10日吉辰舉辦上棟式，並於1938年9月23日舉行鎮座式，24日起至10月2日期間舉辦各項祭典及娛樂活動，並從台灣神社迎來御靈代。其神社建設資金共計約二十萬圓。
往後，神社每年經常舉辦祭日活動，如新年祭、紀元節、天長節及明治節等祭典，其活動均由郡守或當地行政長官同職員、士神、學生與民眾祭祀。
桃園神社在最初為「無格社」，隸屬於新竹神社之下，因而受到日本政府宮內廳的登記與管轄。1945年，其社格升格為「縣社」，並奉祀開拓三神（大國魂命、大己貴命、少彥名命）、北白川宮能久親王外，也加祀掌管五榖豐收的豊受大神及明治天皇。其社掌則由櫻井重夫擔任。
依據當時所頒法令，神社周圍則禁止污穢物、車馬不可駛入、也禁止人民在四周伐木或捕捉魚鳥，因此神社在創立初期，其周圍自然環境則得以維持清淨且莊嚴之氣氛。並持續至1945年第二次世界大战結束。

### 戰後
國民政府遷台後，神社建築自1946年6月17日起，在新竹縣長劉啟光主導下，即被充為「新竹縣忠烈祠」使用，並舉行奉安典禮，成為國民政府在臺灣第一處奉安烈士的主設施。1950年10月25日桃園設縣後，更名為「桃園縣忠烈祠」。主祀神改為鄭成功、劉永福、丘逢甲遺像，並在朵殿主祭祀反清、抗日烈士、義士靈位。1998年後，因應行政院發佈「修正忠烈祠祀辦法」修法，桃園忠烈祠入祀基準擴大至因公殉職的公務人員。
1972年2月，在中華民國與日本斷交後，內政部於1974年頒佈「清除台灣日據表現日本帝國主義優越感之殖民統治紀念遺跡要點」，主要內容包括應徹底清除日治時期神社，意圖去日本化，使得各地神社開始進行拆除工程。
1985年，鑒於桃園神社建築因多年乏人管理，部份結構受損，桃園縣政府在內政部公函依照《文化資產保存法暨實施細則》的規範，認定桃園神社不宜列為古蹟，並以重建「忠烈祠」為名義，提出拆除神社，整建為钢筋混凝土結構的中國宮殿式建築計劃，因而組成「忠烈祠改建委員會」舉行公開競圖比賽，然而該計畫在公布後，則遭到時下社會輿論和學界的強烈反對、民間因而開始緊急提出保護古蹟的呼聲，其中，民間多數共識認為：「考量桃園神社現有建物保存良好，可持續以忠烈祠功能進行使用，殊無理由拆除重建。」，贊成拆除的一方則是以林衡道、時任桃園縣長徐鴻志為代表，並以「桃園神社為日本殖民統治之遺物」之主張而由，需進行拆除。而後，在公開競圖得標的建築師李重耀、李政隆前往神社進行實地場勘後，因認為「桃園神社構築具有獨特性及保存價值」，最終決定放棄參與新忠烈祠的設計權：

　　桃園神社規模不僅完整，而且造形雄偉。不只神社的屋頂樣式有歇山、撫殿、唐破風式等極盡式樣的變化外，而且建築的配置，神社是逐層拾階而上，極盡宗教建築的氣氛。更可貴的是這些建築採用完整檜木建築的風格，不僅保留著檜木木材具有的木質美感，而且在不著粉飾的布幕結構系統中，也極盡其蒼勁有力和樸實的美。其肅穆、祥和、親切之感，是臺灣現有廟宇建築中極其罕見的。

隨後，李政隆曾寄交陳請書至總統府及各部會主張保留，但未獲回應。同時，公眾輿論也開始對桃園神社的保存行動帶來影響、包括建築界人士王鎮華、李乾朗等人舉行座談會，議員江永忠、王惟任、謝碧春、及媒體人張曉風、金恆煒、吳密察、徐國士及邱傑投書呼籲保存，其中王鎮華曾認為桃園神社的建築空間經營相當成功，可更改名稱以「日本侵華史蹟館」名義繼續保存。中華電視公司後曾於5月底舉辦了以桃園神社保留為主題的電視辯論會，以傳播論述關於桃園神社的保存議題。
最終，在經過投票表決後，桃園神社全區於1985年6月7日由桃園縣議會決議「不同意拆除」，數十位專家也聯名提出陳情書遞交桃園縣政府，隨後，縣政府決定將原準備新建之經費新臺幣886萬元進行修復，且於1986年2月起至1987年2月止，由永裕泰工程公司承包進行神社的整修工程。，並於1987年1月30日竣工。桃園神社也因此成為臺灣文化資產保存行動中，首宗根據「帝國主義優越感之殖民統治紀念遺跡」被支持保留的案例。
1994年2月15日，桃園神社經公告指定為國家第三級古蹟，隨著2010年五都改制及2014年桃園縣升格，桃園神社以「桃園忠烈祠」之名，亦隨改為直轄市定古蹟。
2005年起，由於維護困難，桃園市政府嘗試擴大古蹟利用對外性，由民政局主管祭祀業務，文化局負責古蹟維護事務，並成立「桃園忠烈祠文化館」以進行委外經營先期規劃會議。

### 近代
2016年，因應保存古蹟原貌，以及拜殿、本殿屋頂嚴重漏水因素，桃園神社開始進行第二期修復工程，除社務所將規劃為展覽空間及遊客中心，管理員室規劃為販賣部，並整修建築物地坪、夜間照明、修復鳥居等設施。，修復後，由於考量其政治象徵、文化價值、神社及忠烈祠利用之特殊官方場所定位，忠烈祠園區則更名「桃園忠烈祠暨神社文化園區」」以傳遞園區在持續保有其用處，更具有傳承及轉型的核心定位及吸引遊客參觀。
其中，曾擔任神社總建築師的春田直信家族後代：其子春田直明、其孫春田直人曾於2018年捐贈桃園市政府約日幣60萬圓，分別用於修復工作及向忠烈祠烈士致敬，並於5月18日出席「春田家族祈福暨捐款儀式」。2019年1月2日，政府耗資總經費2,256萬9,789元，進行社務所及整體附屬設施整修，於2020年3月25日竣工。
社務所及整體附屬設施整修工程最終於2020年7月修復完成，神社文化園區重新對外開放參觀。並透過委外方式經營招商，忠烈祠則保留由民政局孔廟忠烈祠聯合管理所負責管理，並配合園區活化使用政策活絡空間。
2021年7月，桃園忠烈祠暨神社文化園區與桃園孔廟申請通過「桃園孔廟暨忠烈祠神社文化園區」環境教育場域認證，將規劃不同主題的環境教育及探索體驗課程，並不定期舉辦環境教育、歷史教育及各種小型展覽、表演活動。

## 設施
桃園神社位於虎頭山，建地總面積1780.4平方公尺（約5385坪），建地面積452.82平方公尺，在最⾼處的平坦台地後⽅建有「本殿」和「拜殿」，建築配置順應虎頭山地形拾級而上，分為三進，第一進為種植鐵杉與樹立石燈籠的綠地，第二進是神社四周圍牆內及拜殿，第三進是本殿。
神社的建築結構以台灣檜木為建材，並在格局上呈現均勻對稱的空間配置。參拜者可從入口社標拾階而上，經過參道、鳥居後，前往拜殿與本殿，其沿途設有一匹銅馬、一對狛犬，中軸線兩側分別有手水舍、社務所、東司、管理室等設施。

### 鳥居及參道

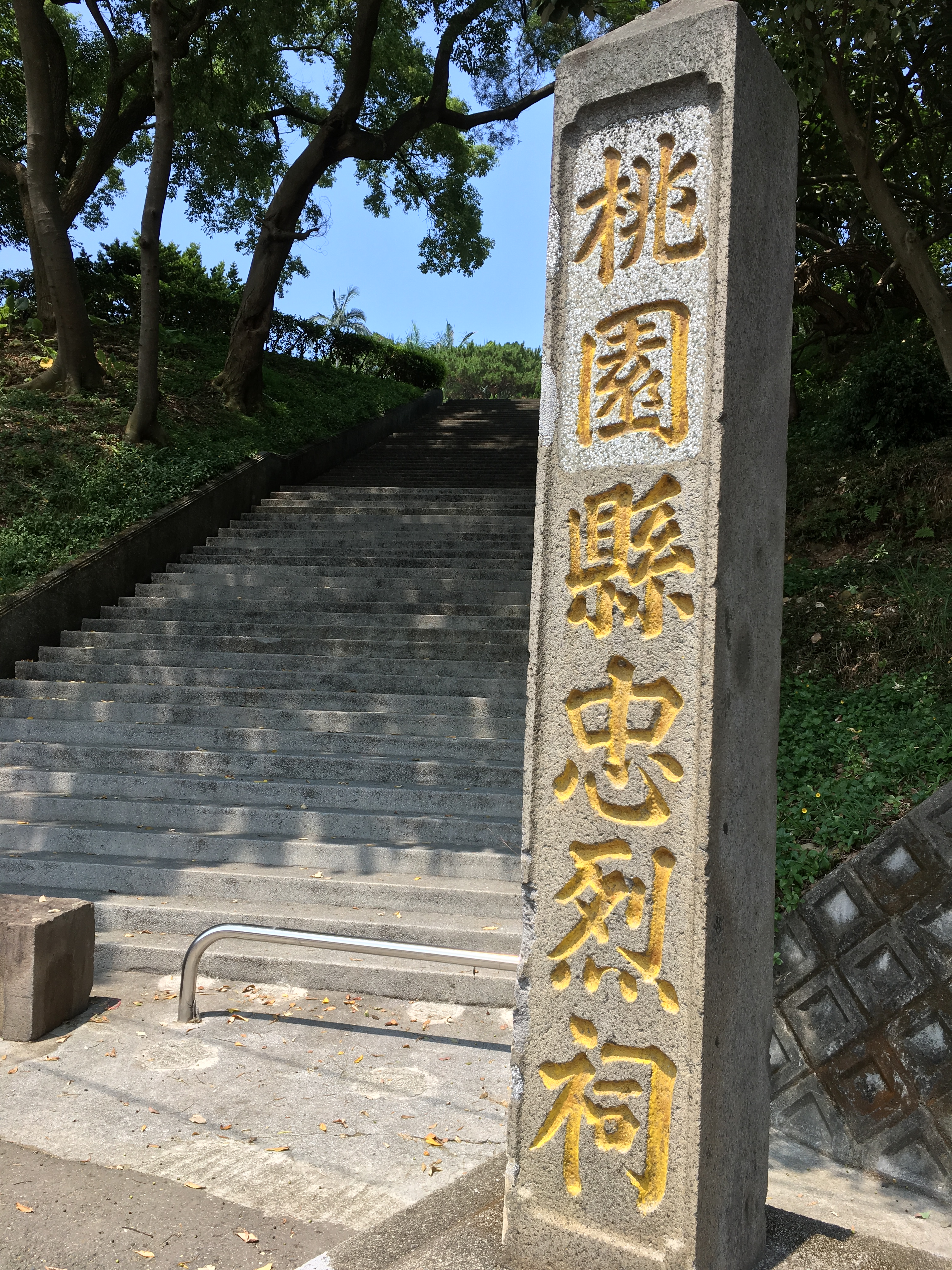
原桃園神社社號碑
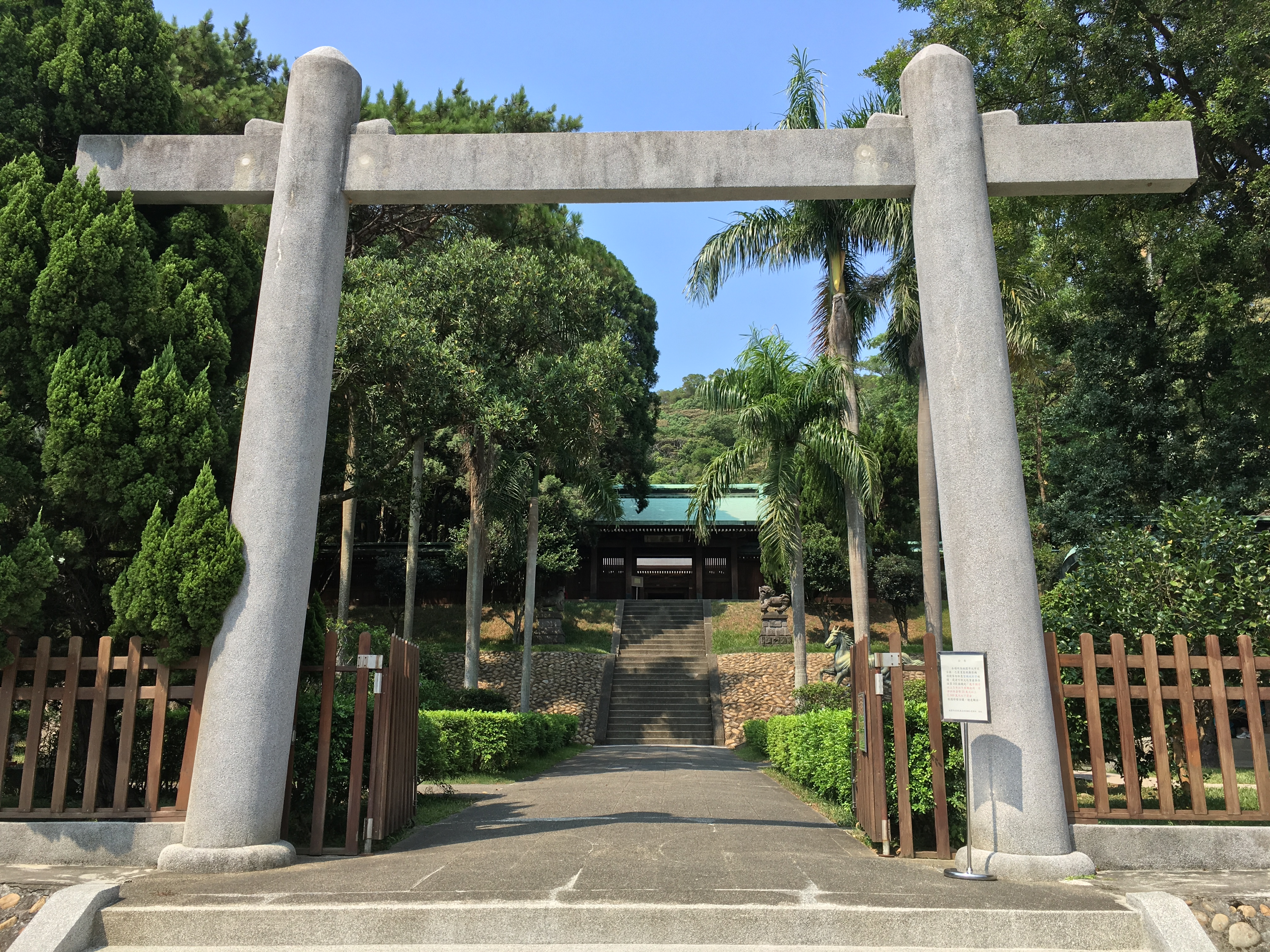
五之鳥居
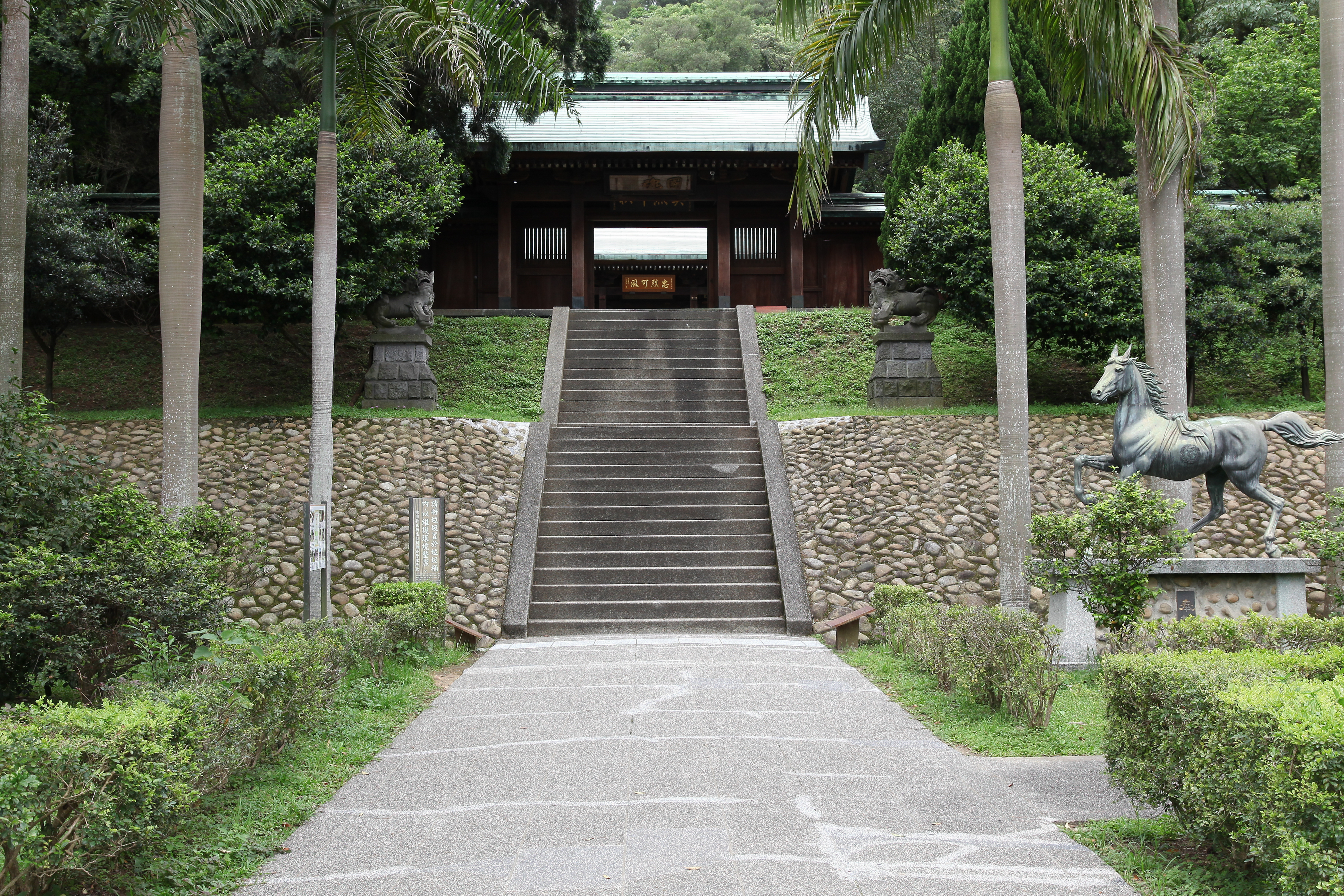
從五之鳥居遙望中門

根據仿制札之資訊，桃園神社在落成之初共設有五座鳥居，作為標示入口意象之作用，當前園區僅存有一座鳥居（五之鳥居），另外四座則位於通往市區的參道，以桃園街的東門溪昭和橋（大樹林橋）為基點，包括分別位於現成功路三段與大有路交叉口的三之鳥居，下方社號標旁的四號鳥居。1938年7月中旬，桃園陳合發商行、桃園產業組合、共榮會、米穀協會曾共同贊助神社奉獻「鳥居」，預計將分別建於昭和橋（大樹林橋）前、宮前橋前以及神殿前。五座鳥居的地址則包括下列：。
- 一之鳥居：今成功路一段與民生路交叉口，原東門溪上之武陵橋旁，米穀協會奉獻，現已不存。
- 二之鳥居：今成功路三段，位於宮前橋（現成功橋）附近，產業工會、共榮會奉獻，戰後改稱「忠義門」，1993年因成功路三段拓寬而拆除，現已不存。
- 三之鳥居：今成功路三段與大有路交叉口，1990年代初期因成功路三段拓寬而拆除，現已不存。
- 四之鳥居：今山腳下神社社號碑旁，現已不存。
- 五之鳥居：神社境內，陳合發商行奉獻。

當前仍保存的五之鳥居，其形式為混凝土製「明神鳥居」，表面設有洗石子，戰後，鳥居為去除日本神社的意象，撤除笠木、鳥木及額束，僅留下柱石、柱、貢、橫樑結構，在1986年間修護並未依原樣復原。
至於神社境內所設立之參道，至今則保存自神社社號碑旁至拜殿前入口的石階段，該路徑長約百餘公尺，寬約3.6公尺，地面為混凝土製。其入口進出處之台階約為20餘公尺，寬約6公尺，總共分為兩個階段。上側梯面寬度是31公分，下側梯面寬度是35公分。整個石階共有65階，左右兩側都設有排水溝。
此外，神社階梯參道兩旁的駁崁所植的鵝卵石採用「一心六石」之排列方式，以一顆石頭為中心周圍排列六顆石頭，並藉由相互連結以增加穩固性。鵝卵石最初是由在地工人自南崁溪採集而來，採用竹製扁擔、麻繩、籮筐等工具肩挑到神社新築工地，並徵用工地附近居民充為建築工程所需人力。

### 中門及枅垣
中門設立於拜殿前方，通常作為進入本殿的主要通道。該建築為切妻造，屋頂覆蓋著銅皮瓦，左右兩端各裝飾著鬼板、破風板和懸魚（脊墬），其上側則設有精美的木雕六葉裝飾，破風板上則是以八對金具裝飾。整個中門由八根柱子支撐，採用八腳門的設計，寬度和深度都是330公分，正面有三個開口以四根柱子支撐，深度為兩進，用三根柱子支撐。柱子的底部由混凝土製成，表面鋪著洗石子，柱子的基部用銅皮（根卷金具）保護。
中央大門採用的是雙開棧唐戶，放置於柱子之間，四個角落則使用散金具裝飾。
迴廊旁設有「透塀」，為在左右兩側設有一段長約152公分之全形字體型木構圍牆，以分隔內外空間及界定神域範圍，外圍的木造垣則被稱為「瑞垣」，為檜木製一重式，其結構以鐵釘固定，表面栓以木栓，基座凸出地表6公分，表面也同鋪上洗石子。具有適時遮蔽直視本殿視線的功能。

### 拜殿

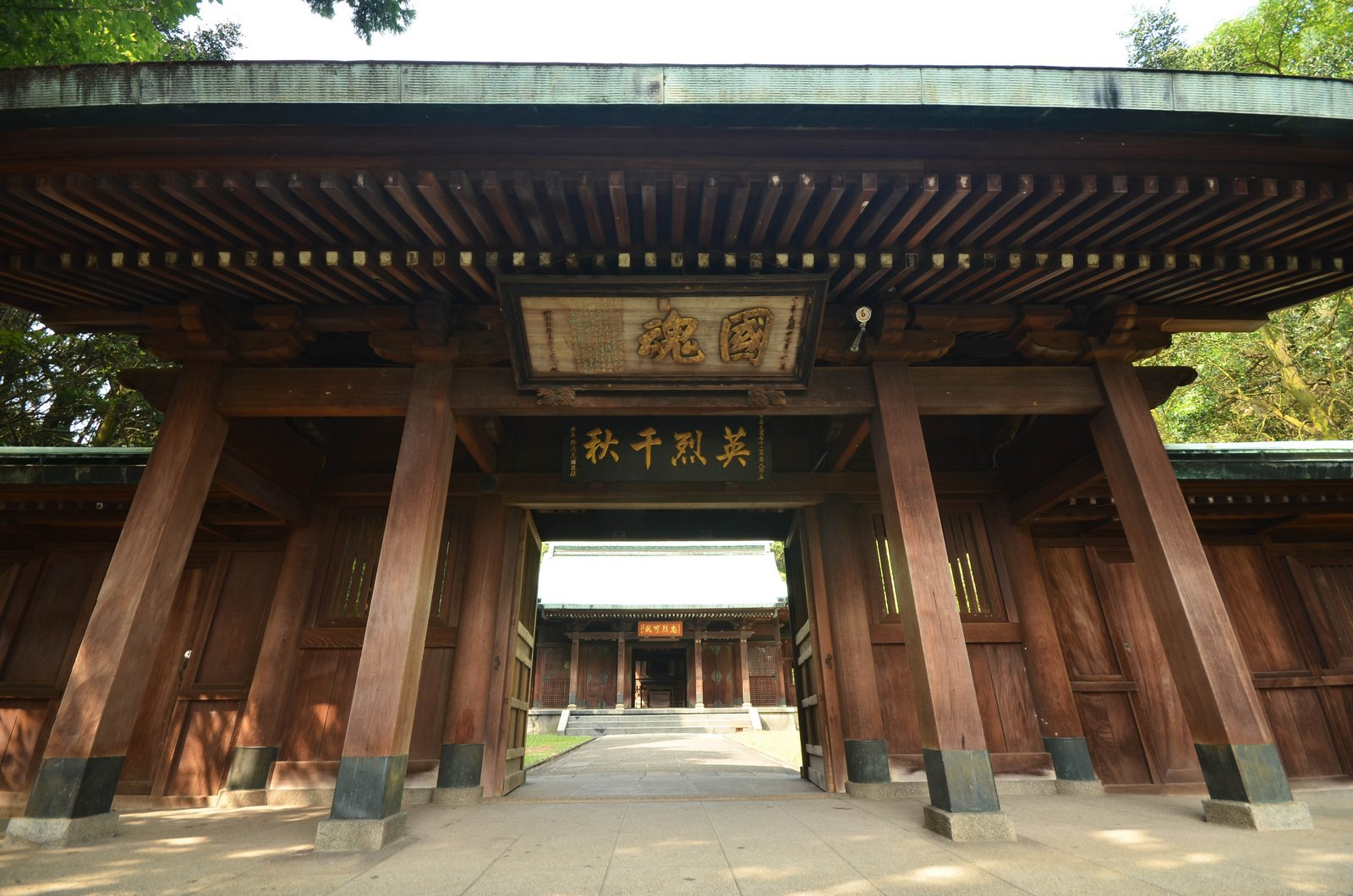
從中門遙望拜殿。
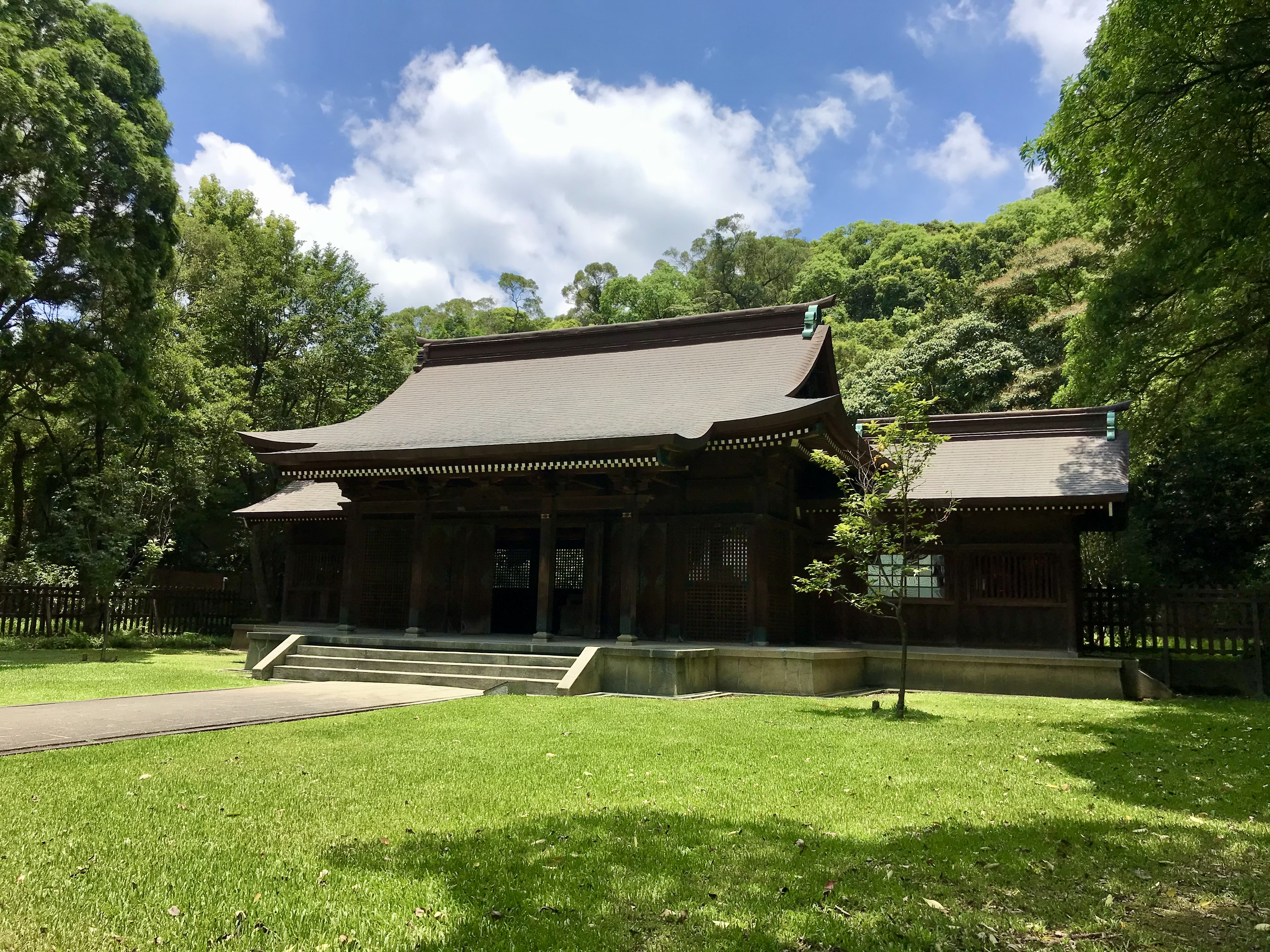
拜殿
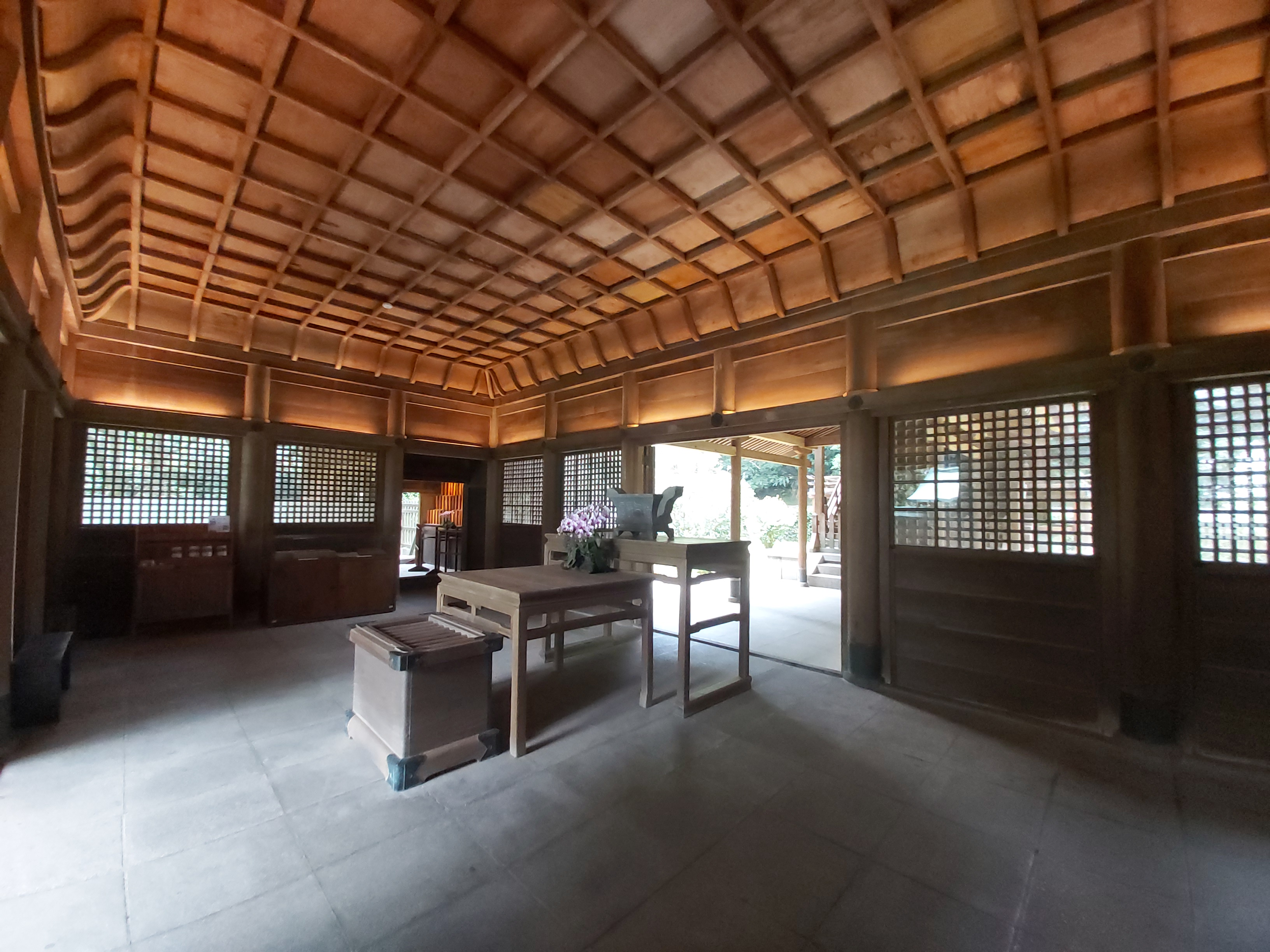
拜殿內部。
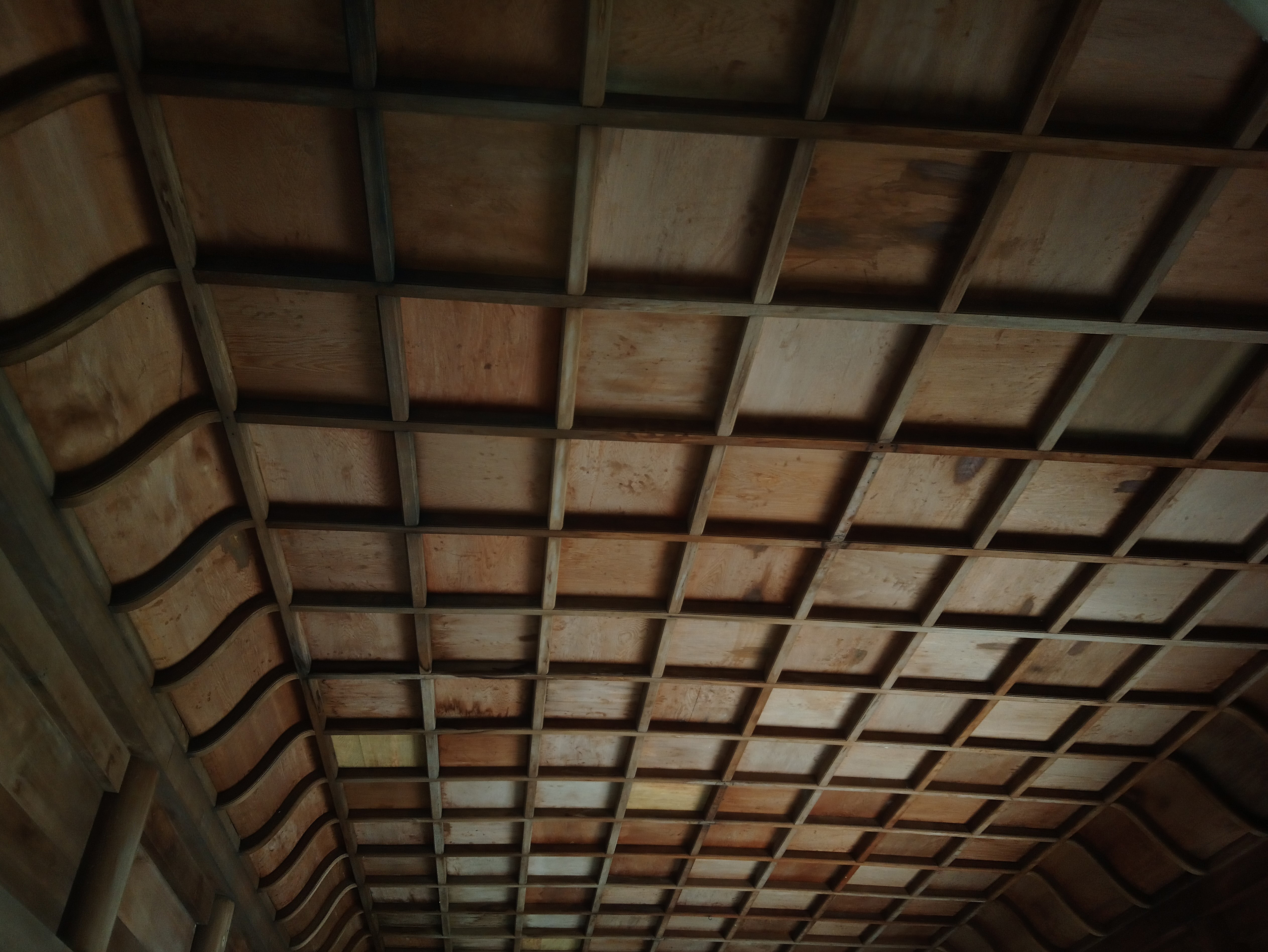
俱拜殿內部的上折式天井。
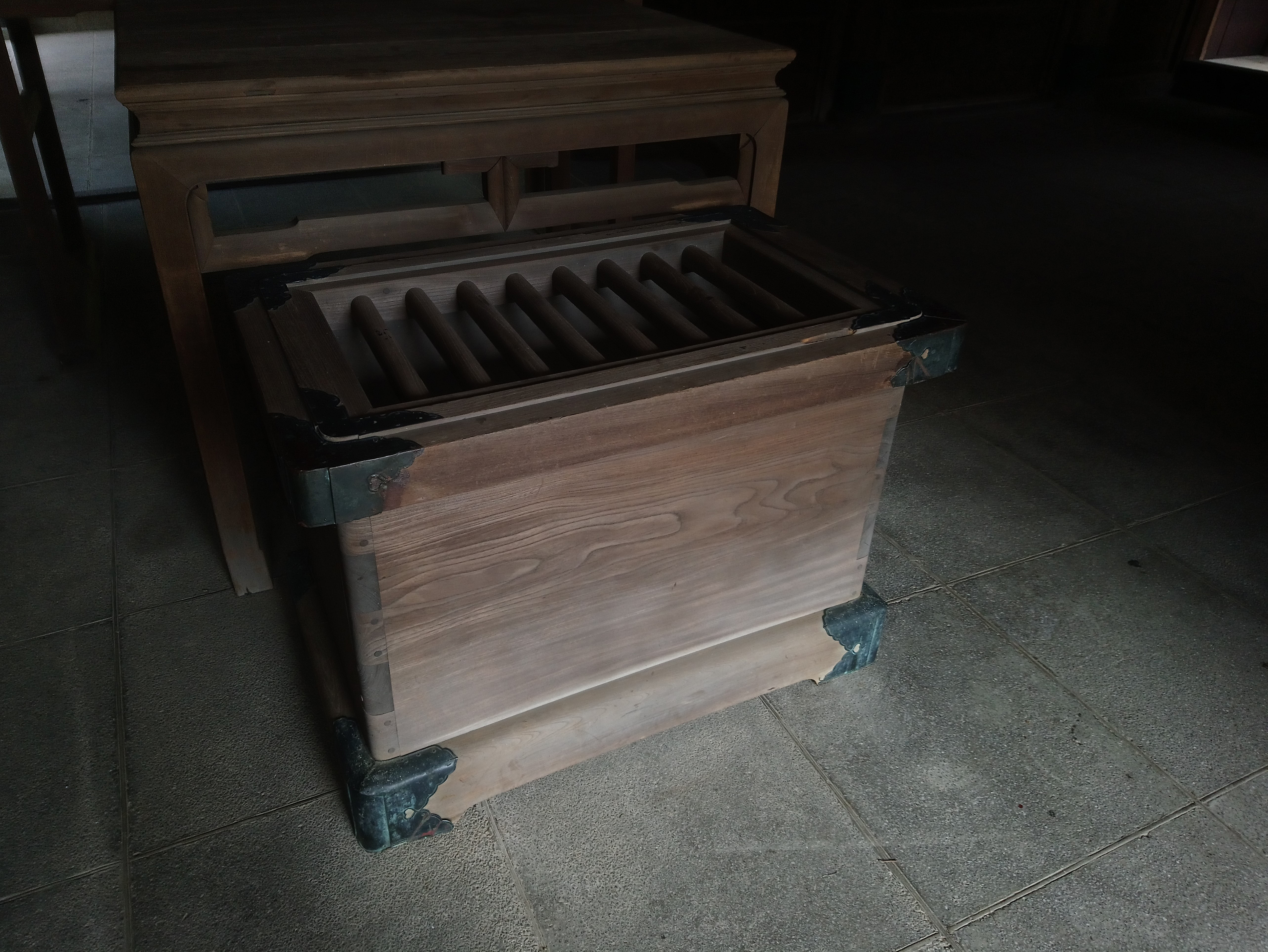
拜殿的日治時期奉獻箱。

拜殿是神社進行祭祀儀式和進行參拜的場所，是全區面積最大的殿宇，該建築平面呈現T字形，中央設有三個開間，左右兩側各附有一座殿，分別是「神饌所」和「祭器庫」，其中，祭器庫在今日被用作烈士牌位的供奉室所使用。
拜殿共有五個開間，主體建築由圓木柱和蔀 (日本)（木格狀板牆，用以遮蔽光線之物）建造而成，前後八扇門皆由一整塊木料製成，門板和木柱底部皆以銅質金具包覆，不不僅用作裝飾，還可以防止建築物受到雨水和白蟻、蛀蟲等造成潛在腐朽的侵蝕問題。中央的金具上則設有一菊紋。室內的天花板採用格狀天花板（折上格天井、覆盆式天井）作法，室外屋頂則使用「入母造」和「銅瓦栩葺」的形式設計。
該內部設有一座奉獻箱，該箱子是以上等的台灣檜木製成，表面僅經過簡單的刨光處理，四個角皆使用銅質金具包裝，其中金具的刻紋精細。抽屜則由背面開啟，正面保持完整一體，當前置放在拜殿的供桌、拜桌和石製香爐，則是在戰後所放置的。

### 本殿

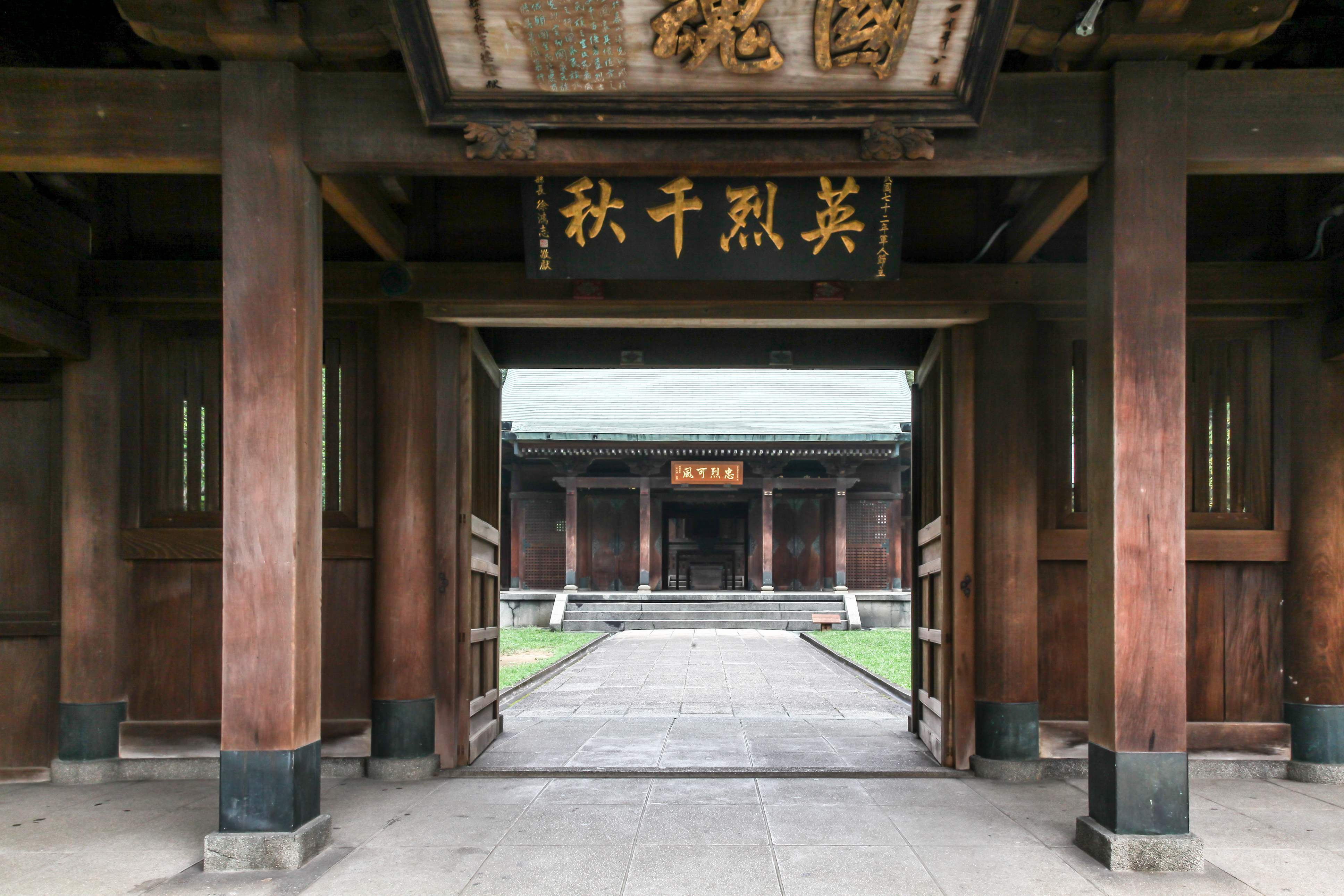
中殿現懸掛桃園縣長徐崇德於1951年所題匾額「國魂」（上側匾額）
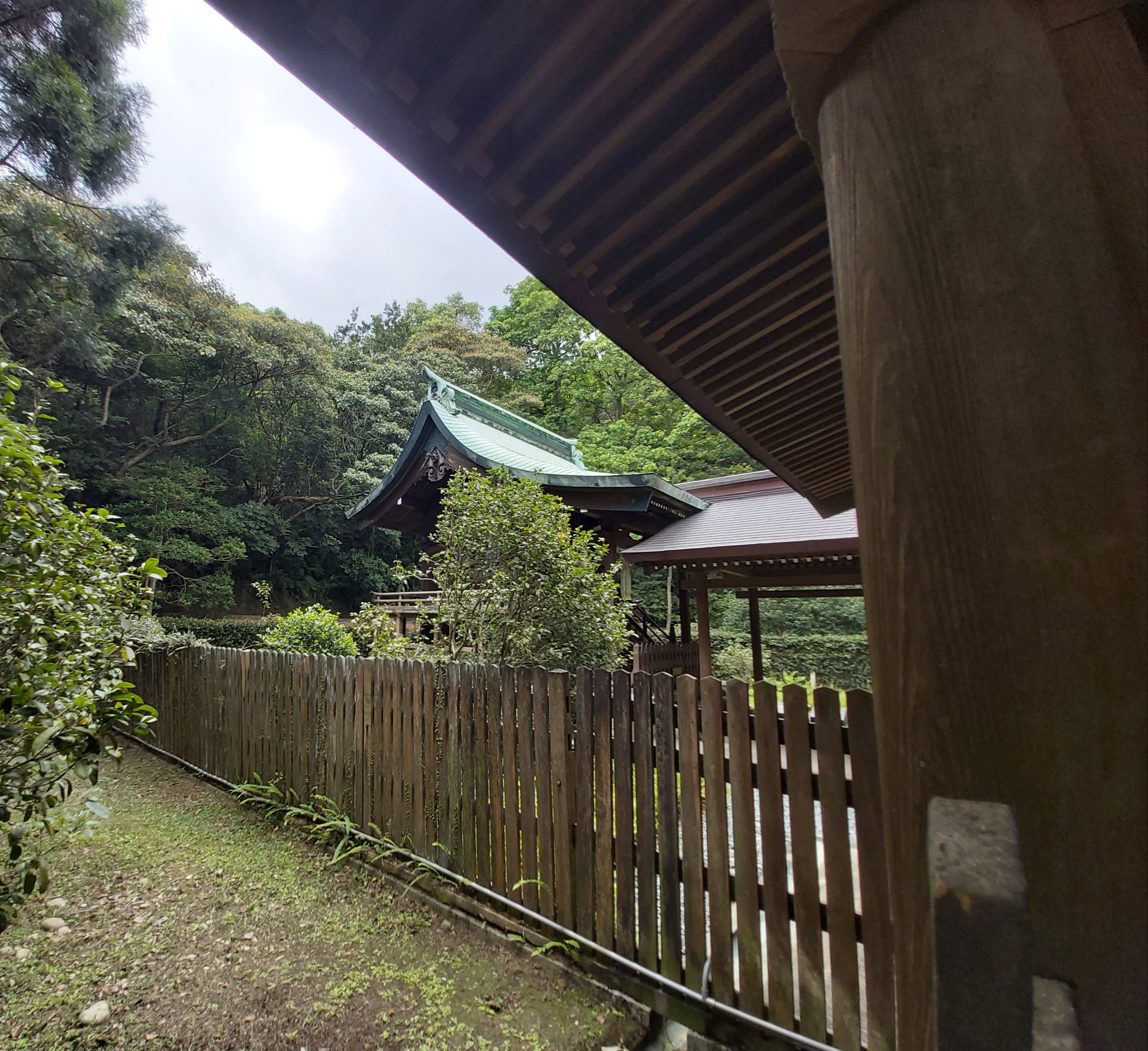
本殿遠景
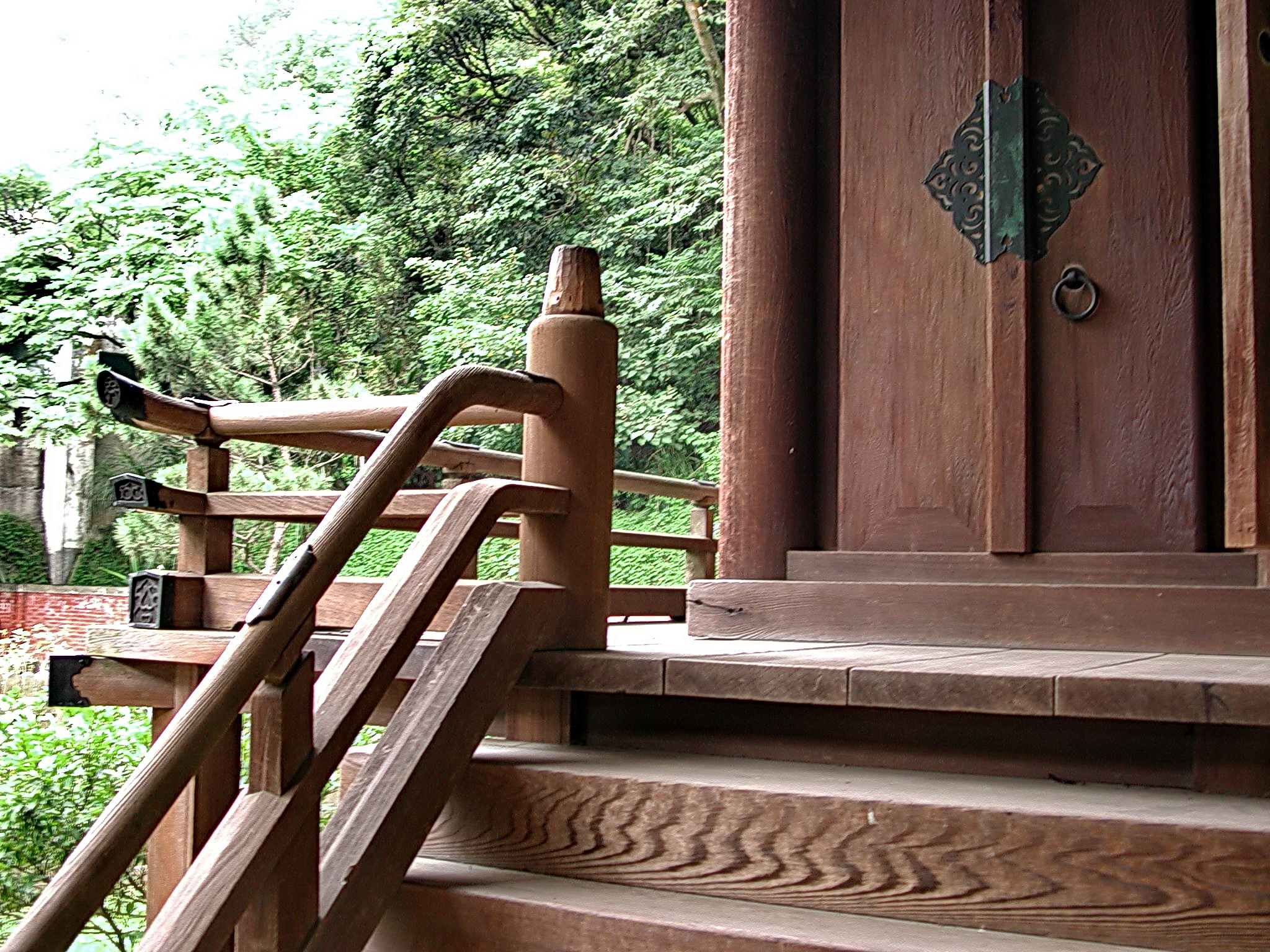
本殿的木造柱子細節
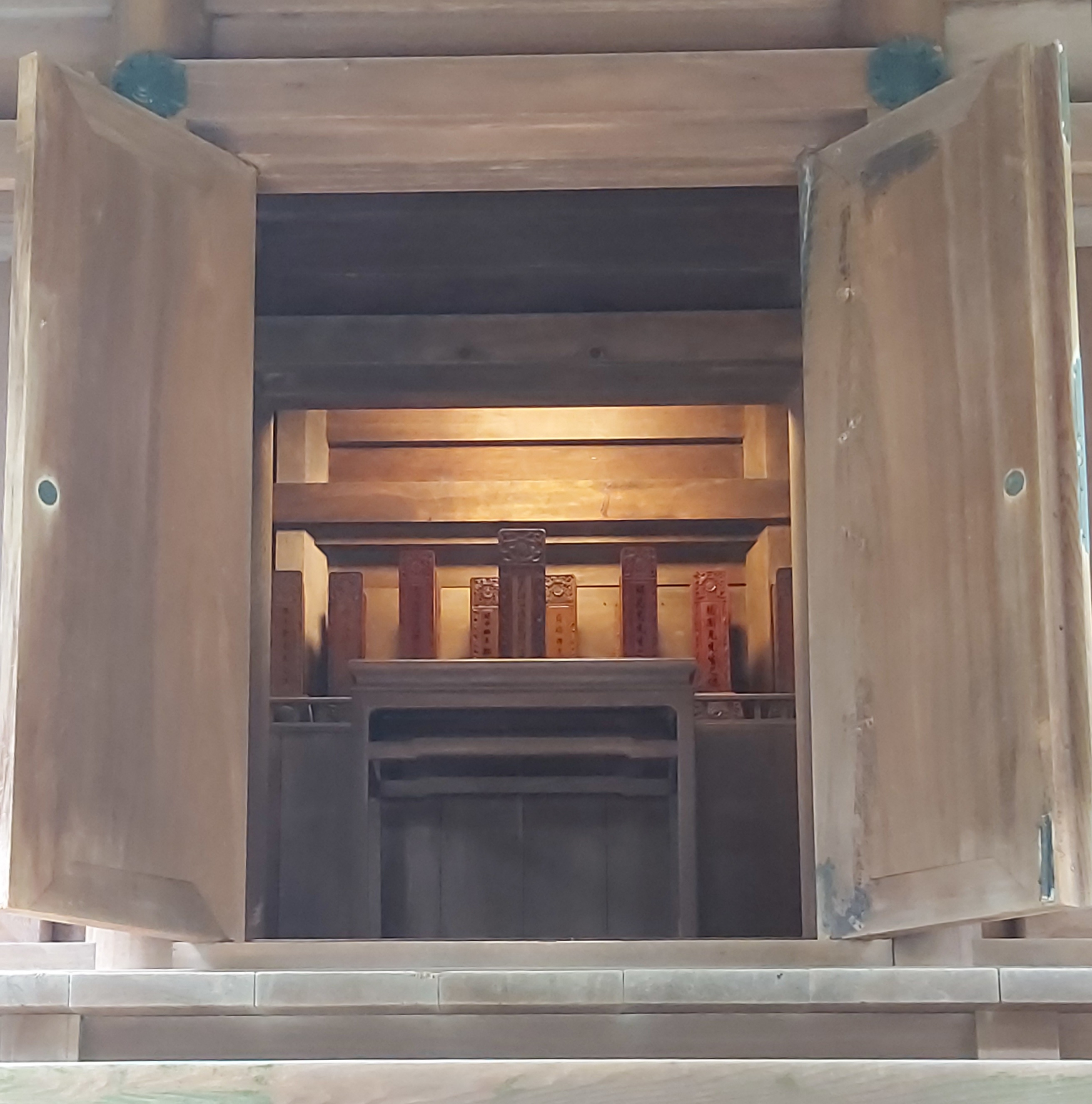
本殿室內，目前供奉國民革命先烈靈位。
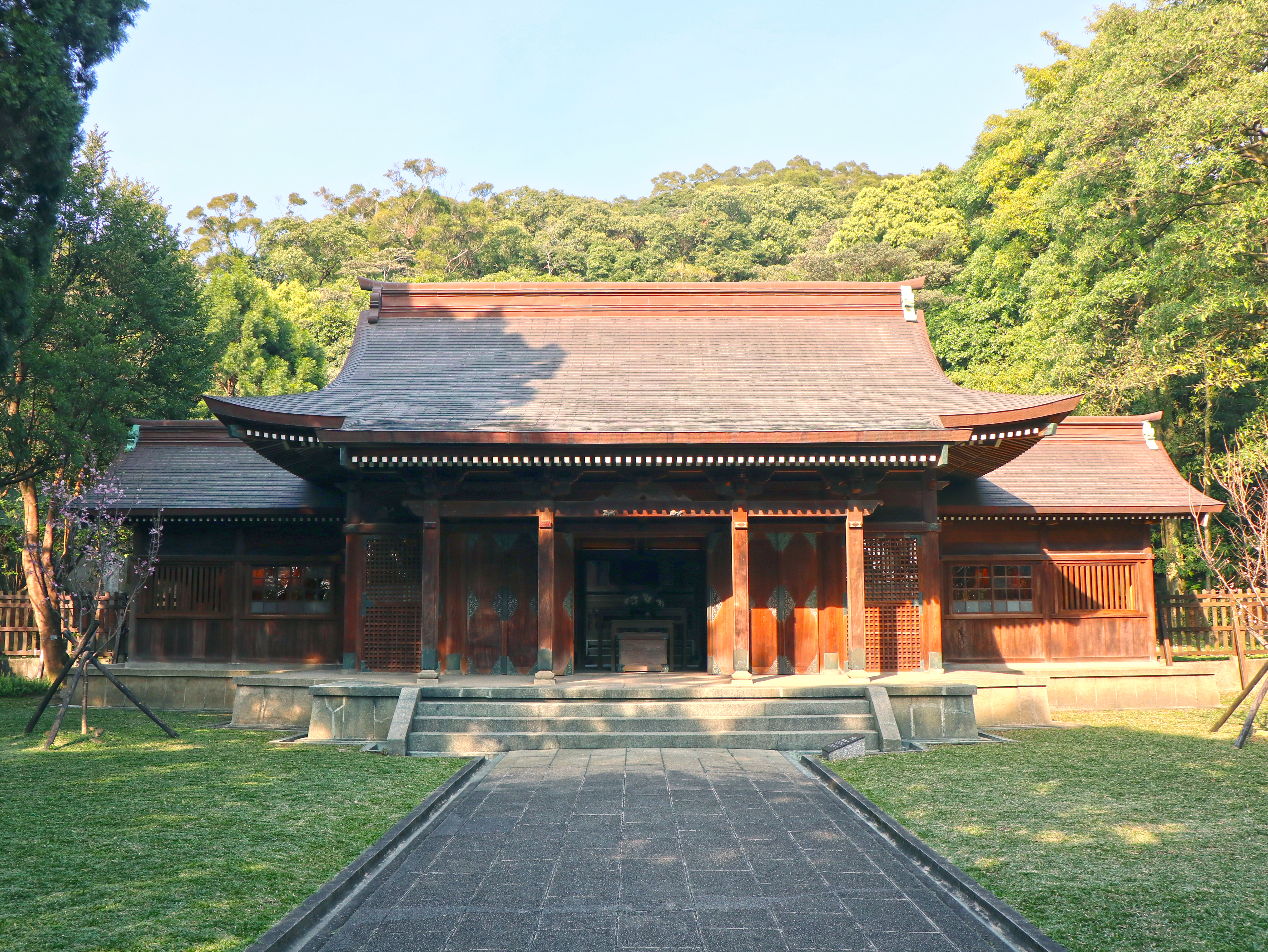
拜殿正面（含神饌所與祭器庫）
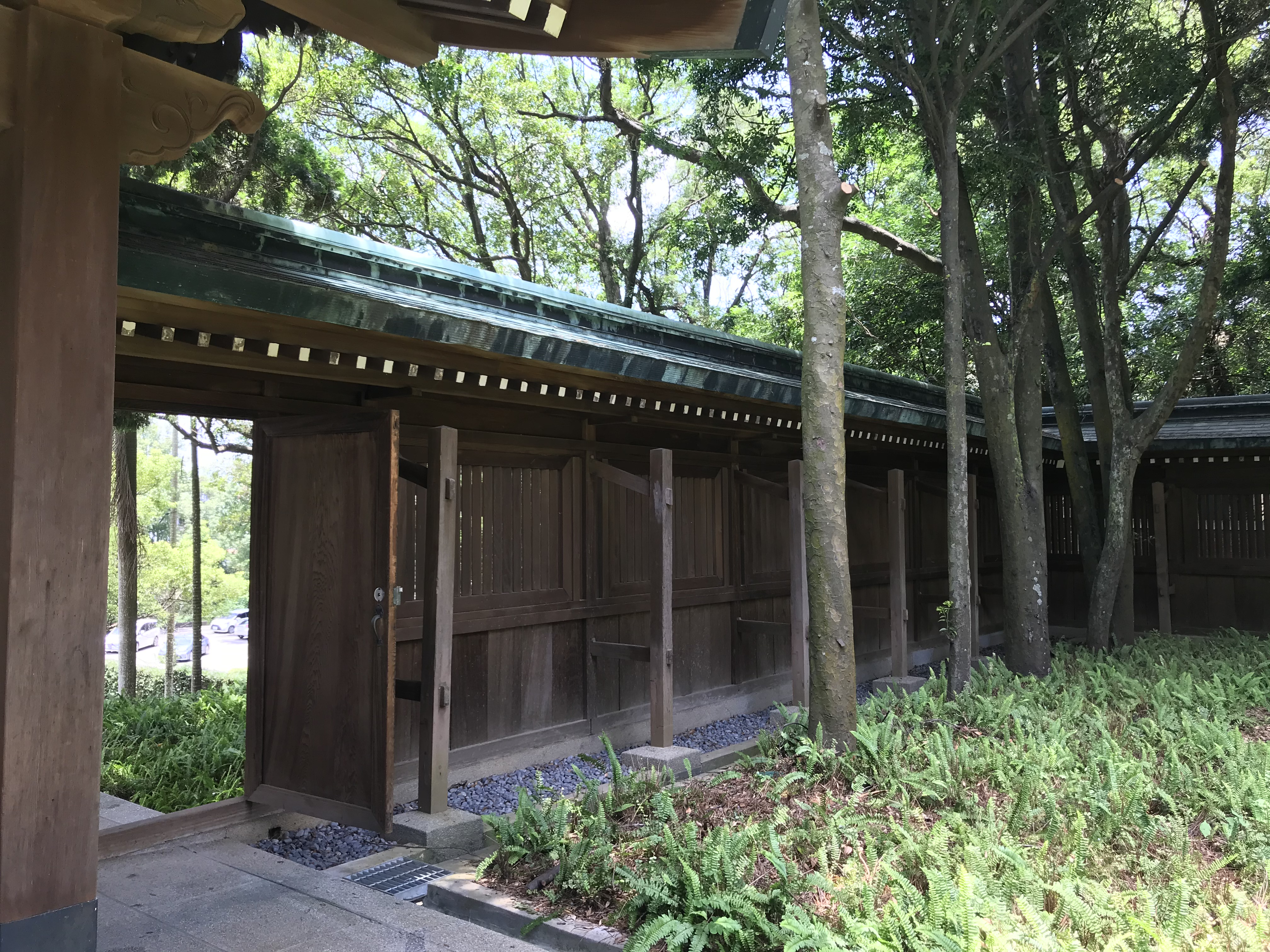
桃園神社枅垣
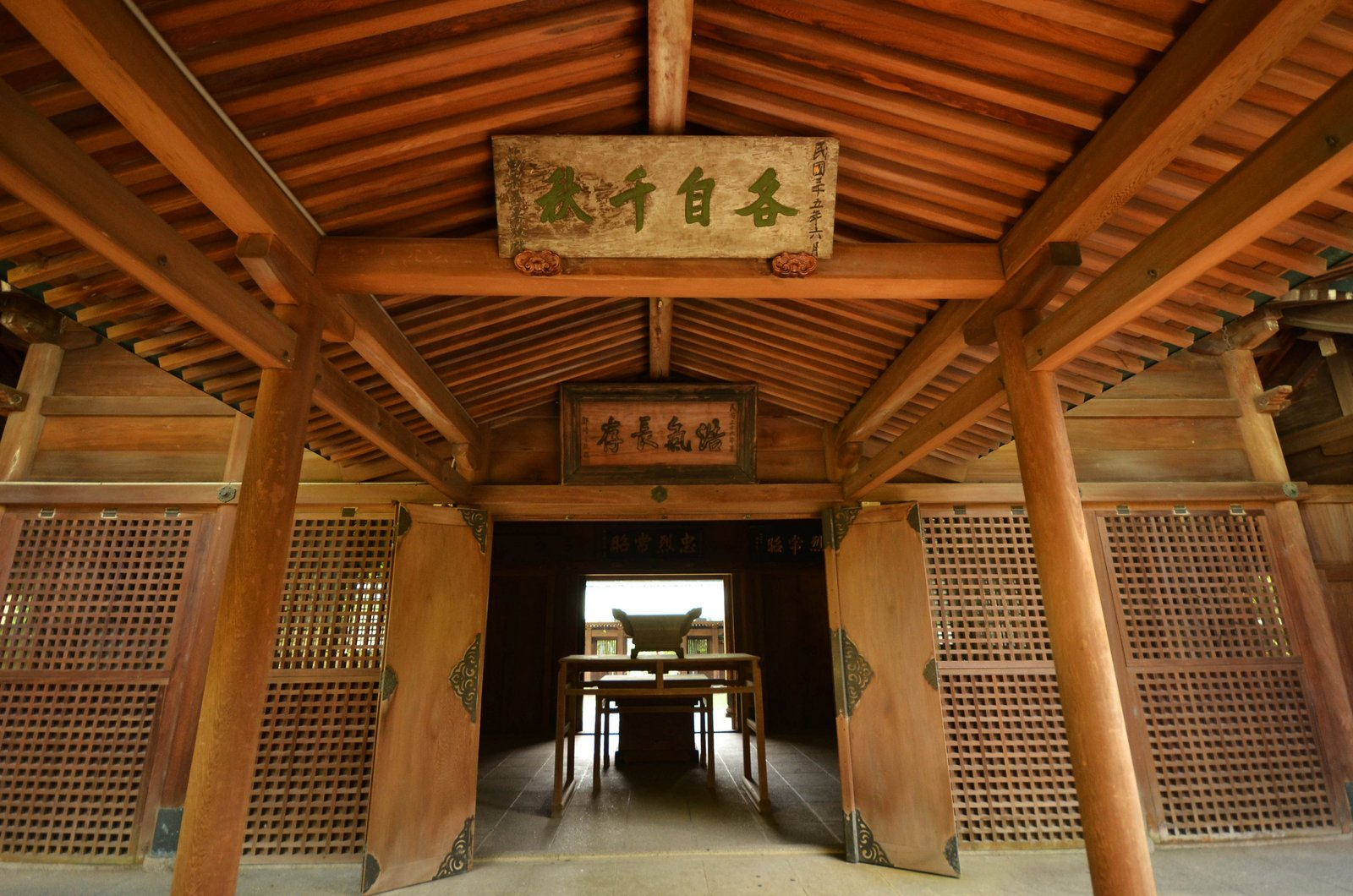
從本殿遙望拜殿側。

本殿為神社內最重要的建築，作為祭祀者進行祭祀儀式的場所使用，唯有主祭者才能進入本殿，其屋頂呈現切妻造的結構，呈現平入「流造」形式，並覆蓋著銅皮瓦。其中屋頂上更設有七根「鰹魚木」及「千木頁」作為裝飾特徵。
整座建築共開有三間，深度為兩進，長約364公分，寬約254公分。本殿大門是以實心板材製成的門扇，四個角落和中段則鑲嵌有「散金具」的裝飾。底部則是由直徑20公分的木柱支撐著，高度約為2公尺。其建築木質主要是使用臺灣檜木所建造，左側轉角部設有「組高欄」，高欄末端設有「木口金具」作為裝飾，木柱上方放置著銅質的「擬寶珠」。前廊屋簷左右兩側則設有被稱為「海老虹樑（えびこうりょう）」的木樑。
建築物的外觀設計上，桃園神社本殿具有著混凝土製表面洗石子的階梯五級，以及總計長約332公分，寬17公分，高15公分的木造階梯七級，俗稱為「半步梯」。該階梯的設計非常特殊，無法容納人一腳平踏，目的是為了使祭祀者須低頭注視並蹎腳尖謹慎，以防摔倒。由於本殿與拜殿相連接，該建築也具有降低祭祀時風雨影響之功能。
本殿的基壇為混凝土結構，表面同樣使用洗石子進行裝飾，並且在前方設有廊道與拜殿相連接。其建築結構及外觀設計展現細膩的工藝技巧與裝飾風格，當前本殿因供奉入祀者之牌位，並不提供開放遊客進入參觀。

### 手水舍
手水舍作為提供參拜者在參拜前進行身心淨化、洗手、漱口的場所使用，又稱為稱為「水盤舍」或「淨手亭」，該設施位於神社西側，昔日曾被日本人稱為「西淨」。其建築為一座四角形的亭子，長288公分，寬225公分，平面矩形，由四根柱子支撐屋頂，柱腳包覆著銅皮（根卷金具）。其中亭子的屋頂為切妻造，並以銅瓦覆蓋，兩側妻面則上飾有精雕的懸魚和銅皮鬼板，在額枋和桁木之間則安裝成列的直櫺木。
亭內當前放置了一座手水鉢，該砵長180公分，寬110公分，高80公分，由混凝土製成，表面磨石子，並配備了幾個竹或木製的舀水瓢提供參拜者使用。亭子的四根柱子向內微傾，產生「助鋤」作用，使亭子更加穩固，增加其對颱風、地震等天然災害的抵抗力。

### 社務所

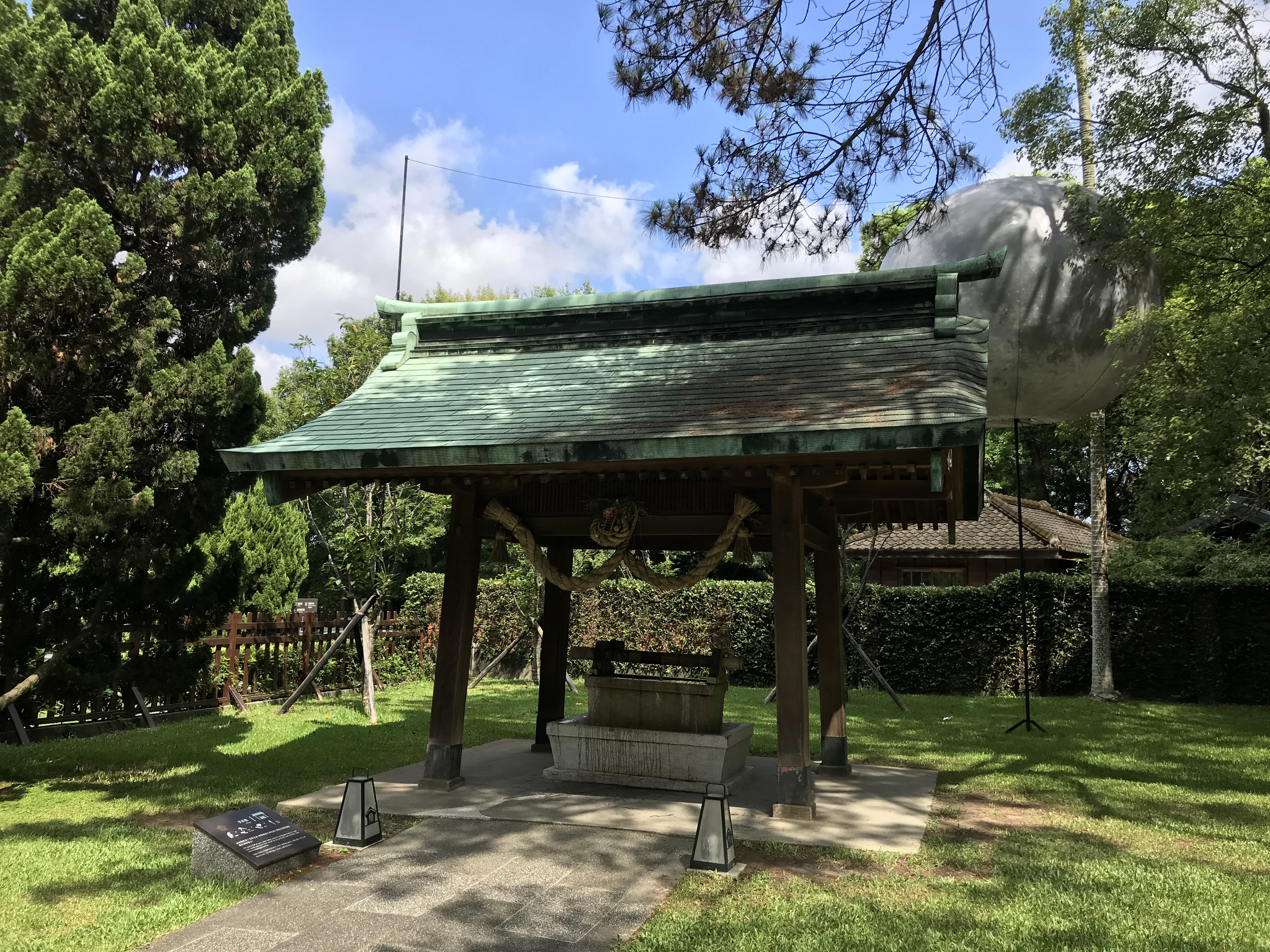
手水舍
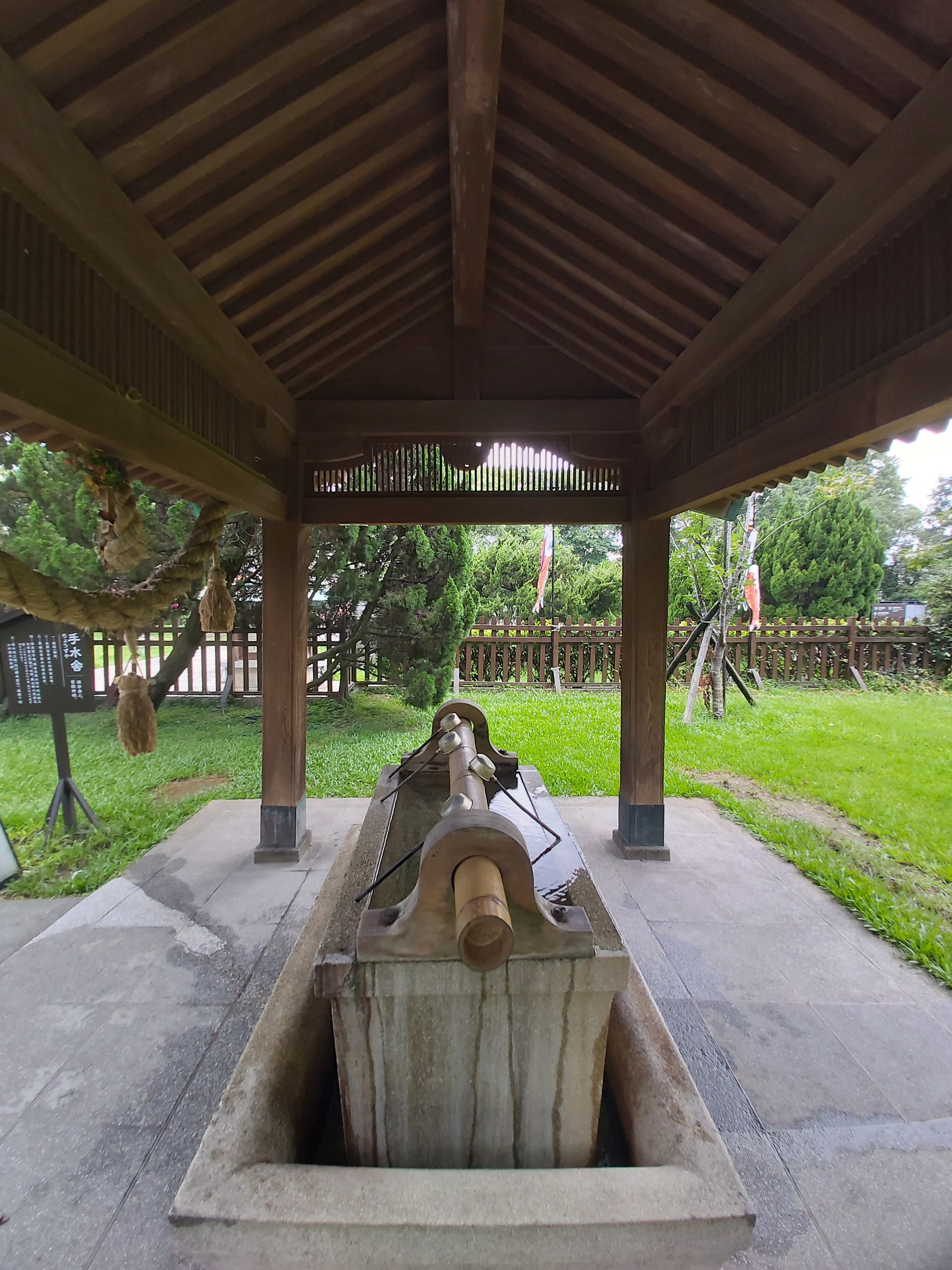
手水鉢
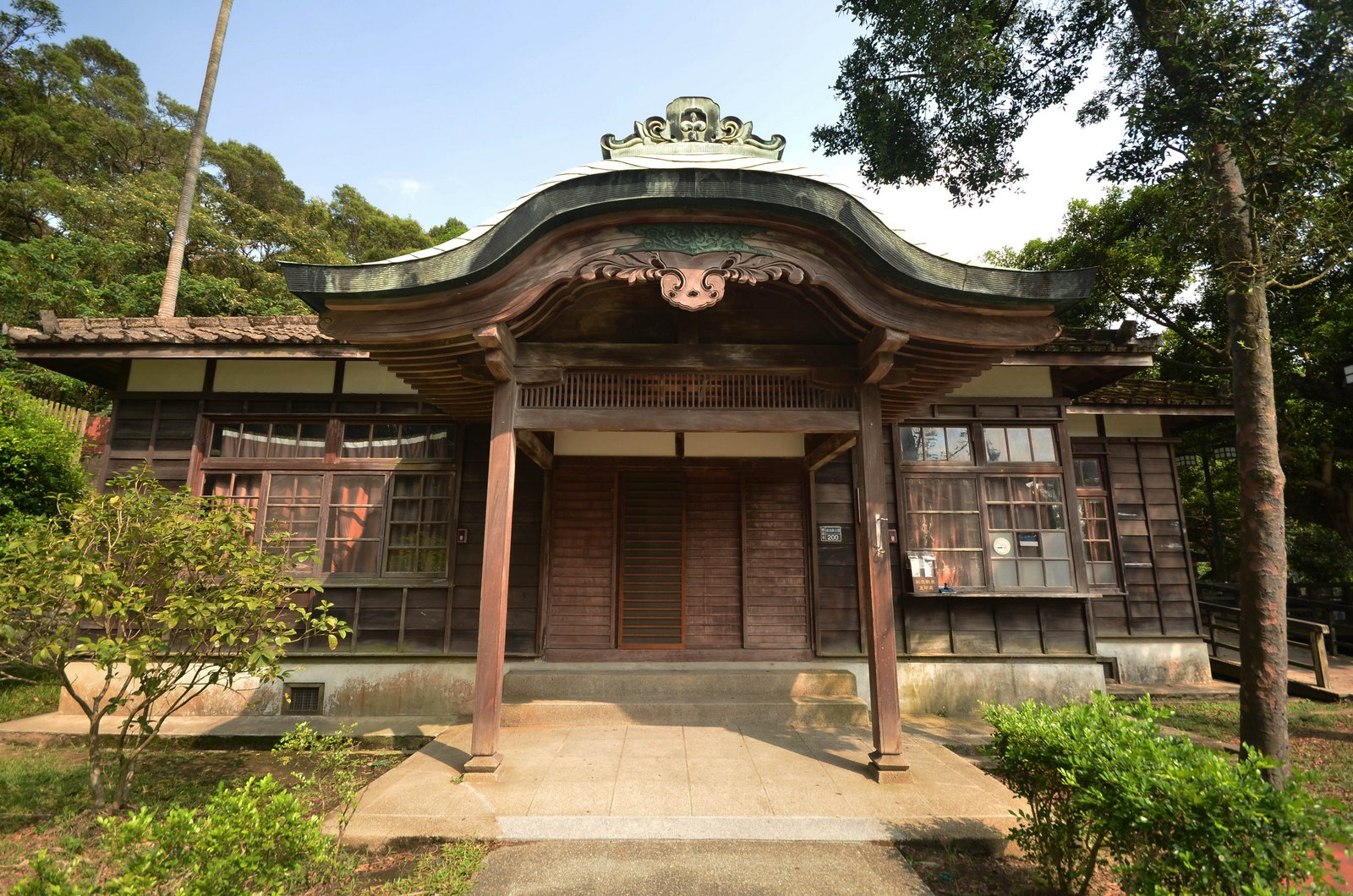
社務所
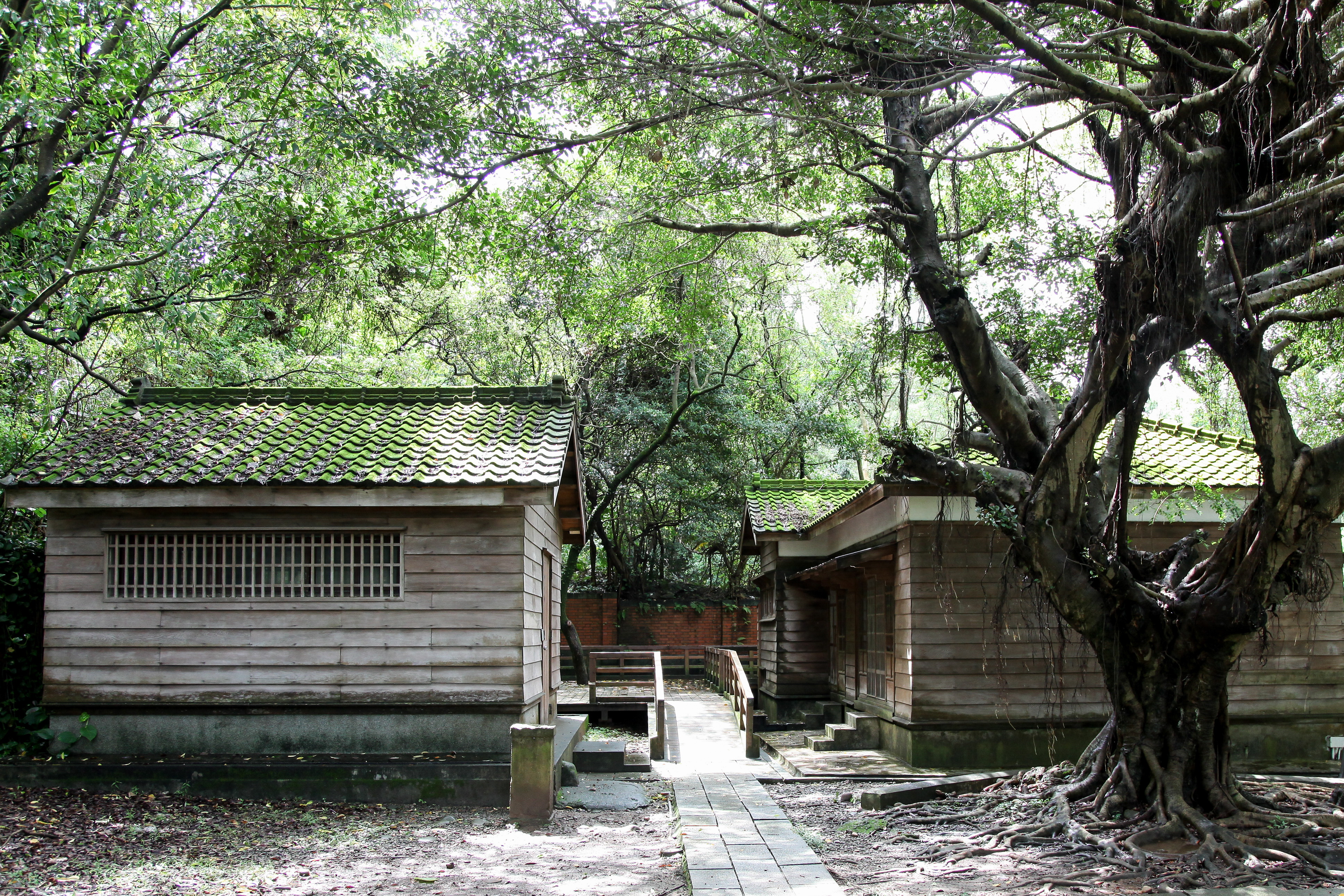
管理室與儲藏室
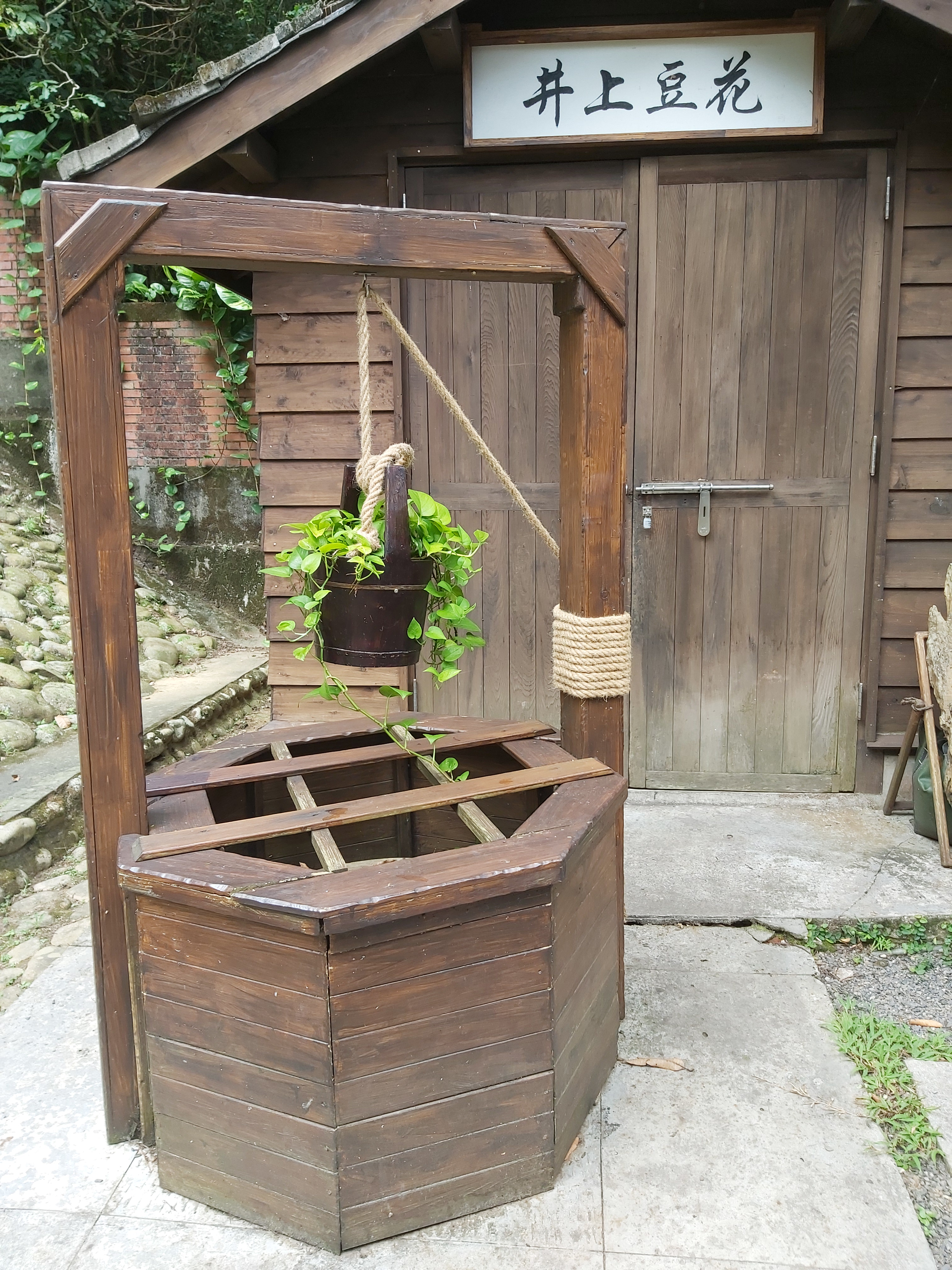
井上豆花
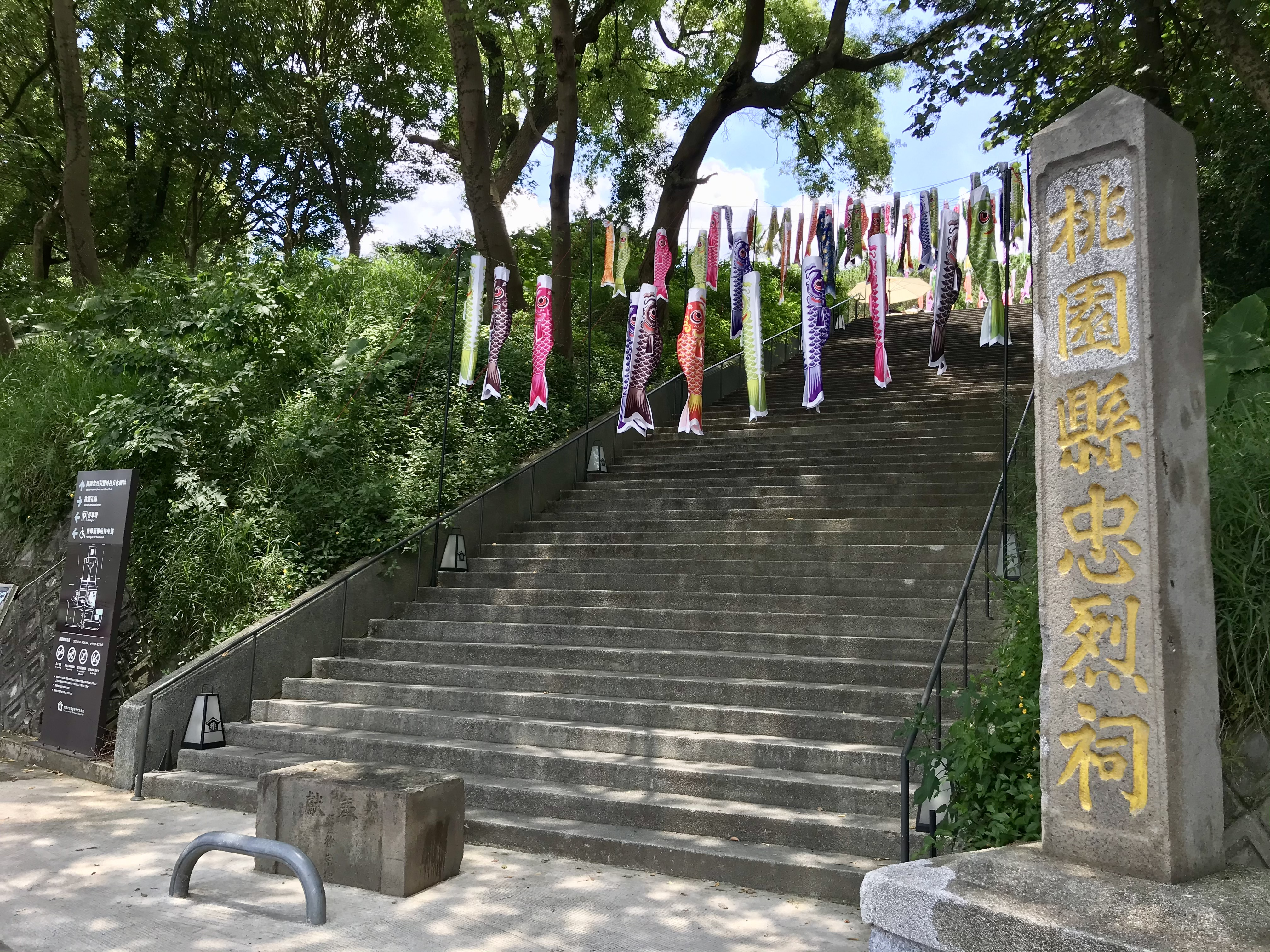
神社入口

社務所位於神社的東側，昔日被稱作「東沐」或「齋館」。該建築最初提供給神社管理人員處理事務，並提供給參拜者休息、齋戒和沐浴等使用空間，桃園神社社務所的建築結構則以木材為主要材料，其格局和樣式則貼近於當時所興建的典型和式住宅。其中，其屋頂採用寄棟式設計，並鋪設以水泥製成的文化瓦。建築其地面架高，並下設通風孔以維持室內空氣流通。其中建築出入口處則設有唐博風（卷棚軒），並以銅質金具裝飾。屋頂則是使用「銅瓦柿葺」方式使表面呈現紫銅色，再經過綠色處理。側面則捶木和直樑支撐的橫行肘木。室內的天花板則呈現出藻井的設計。
社務所建築內部設有榻榻米、座椅、桌子等傳統日式傢具，並配置了沐浴設備。 其種植了數棵竹柏，除了避邪以外，也被廣泛的當成盆栽及造景。建築物旁靠近銅馬處，則設有一座小型儲藏室。
2005年後，社務所曾作為忠烈祠文化館的辦公室、社區營造企劃中心和桃園書院使用，在2017年進行修復工程後則作為展設館，以招商委外營業。

### 管理室
管理室為和洋風格的小型建築，提供神社管理員居住、辦公使用，其建築物的台基以混凝土製成，表面採用洗石子的裝飾，外牆使用木材製成，內牆使用白灰粉刷，屋頂則使用水泥製成的文化瓦覆蓋。其室內地板架⾼，部份房間鋪設著榻榻米。
在2007年進行局部修繕時，則在管理室周圍加建了一個木製的休憩觀景台。建築旁則設有一間儲藏室，該建築物與管理室風格大致相同，唯建築面積較小。在該建築群整修完成，曾作為桃園影⾳創意學苑及桃園傳藝⼯坊使用。

### 東司
該建築最初作為廁所使用。在戰後由於破損不堪，於1986年時依照原樣所重建，為典型和式建築。其建築物基座以混凝土製成，建築外牆和窗戶是以木材建造，並鑲嵌透明和毛面玻璃。內牆下半部是以混凝土粉光處理，屋頂則覆蓋著文化瓦。

### 文物

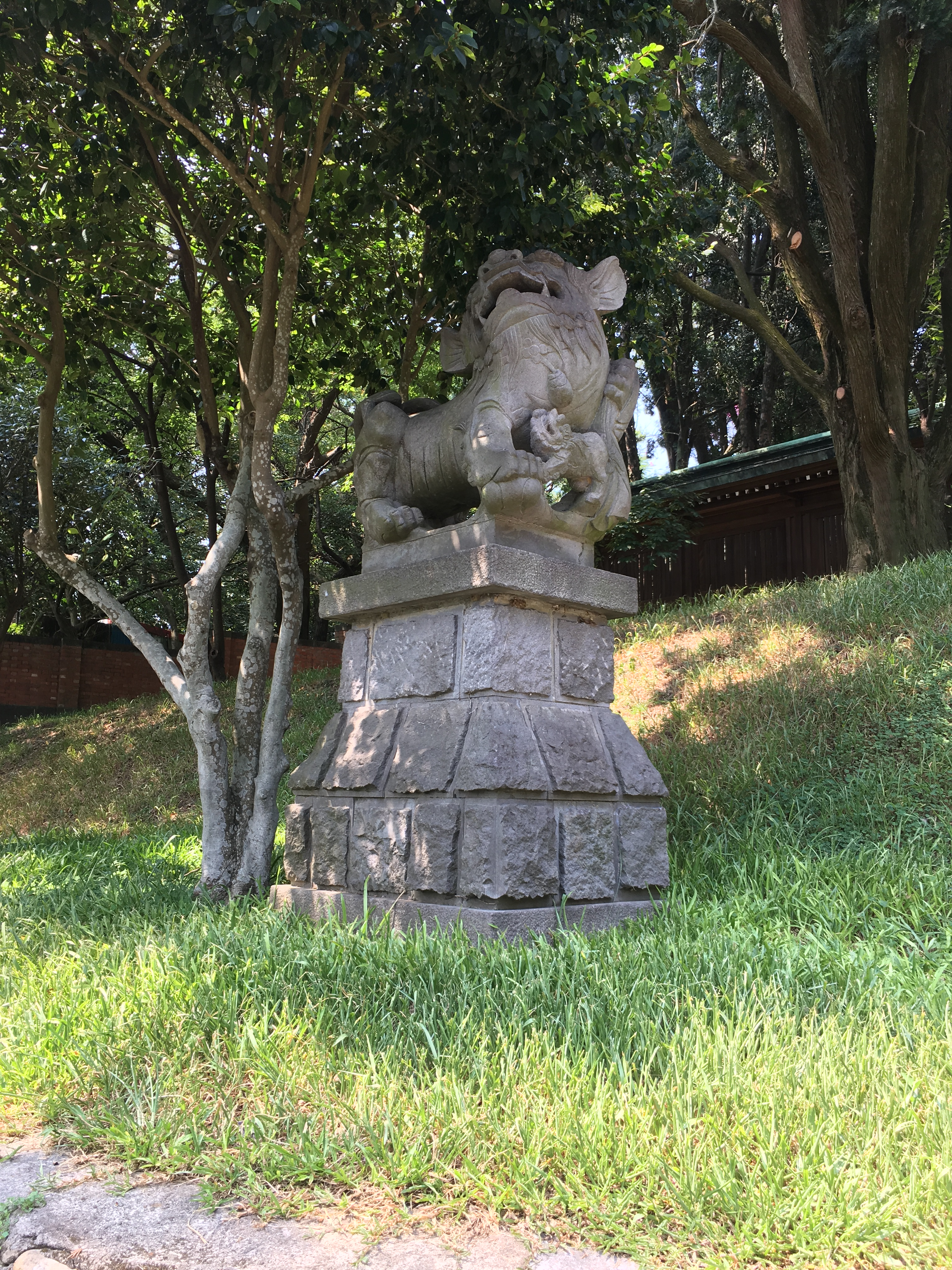
狛犬

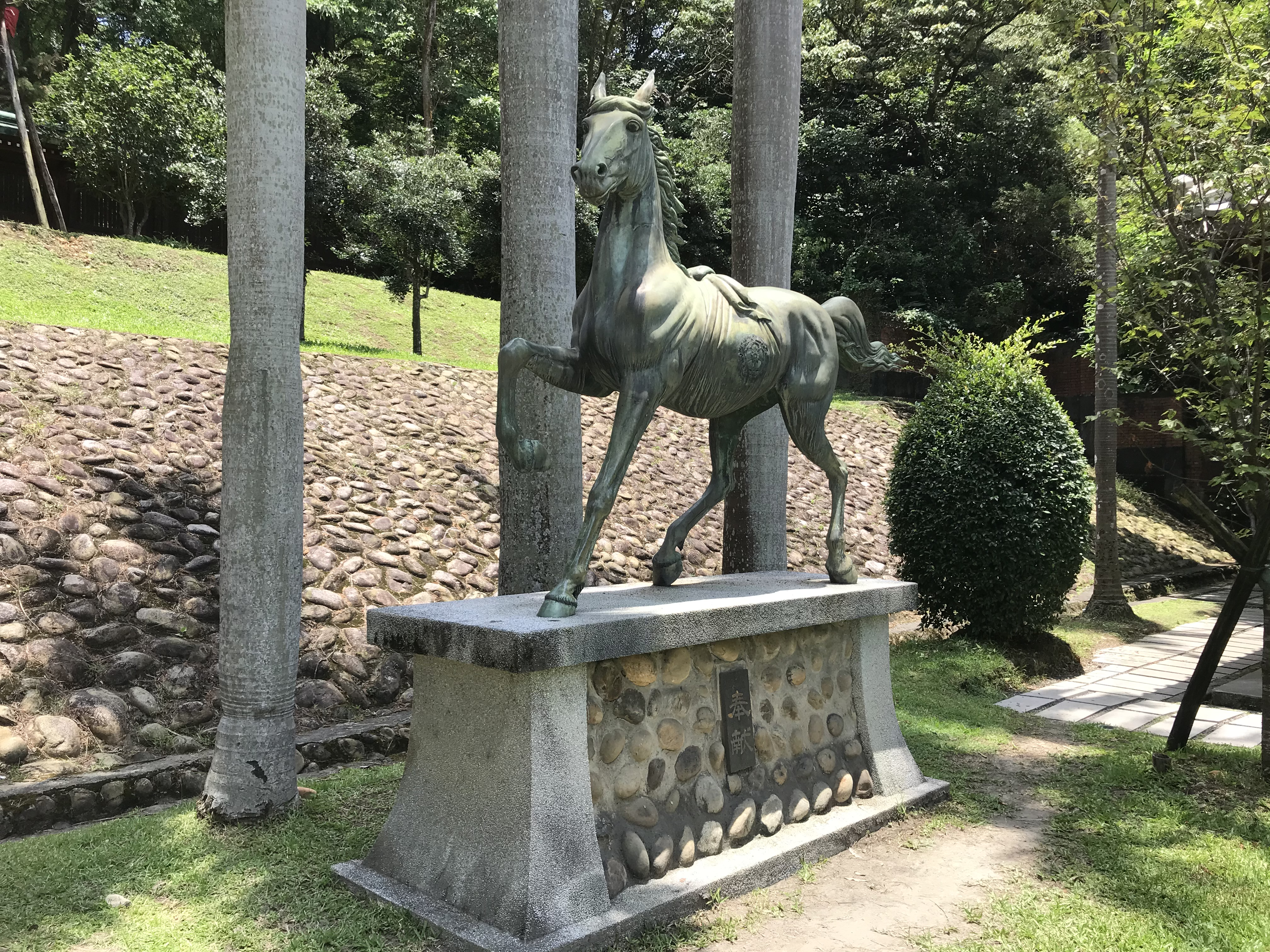
銅馬

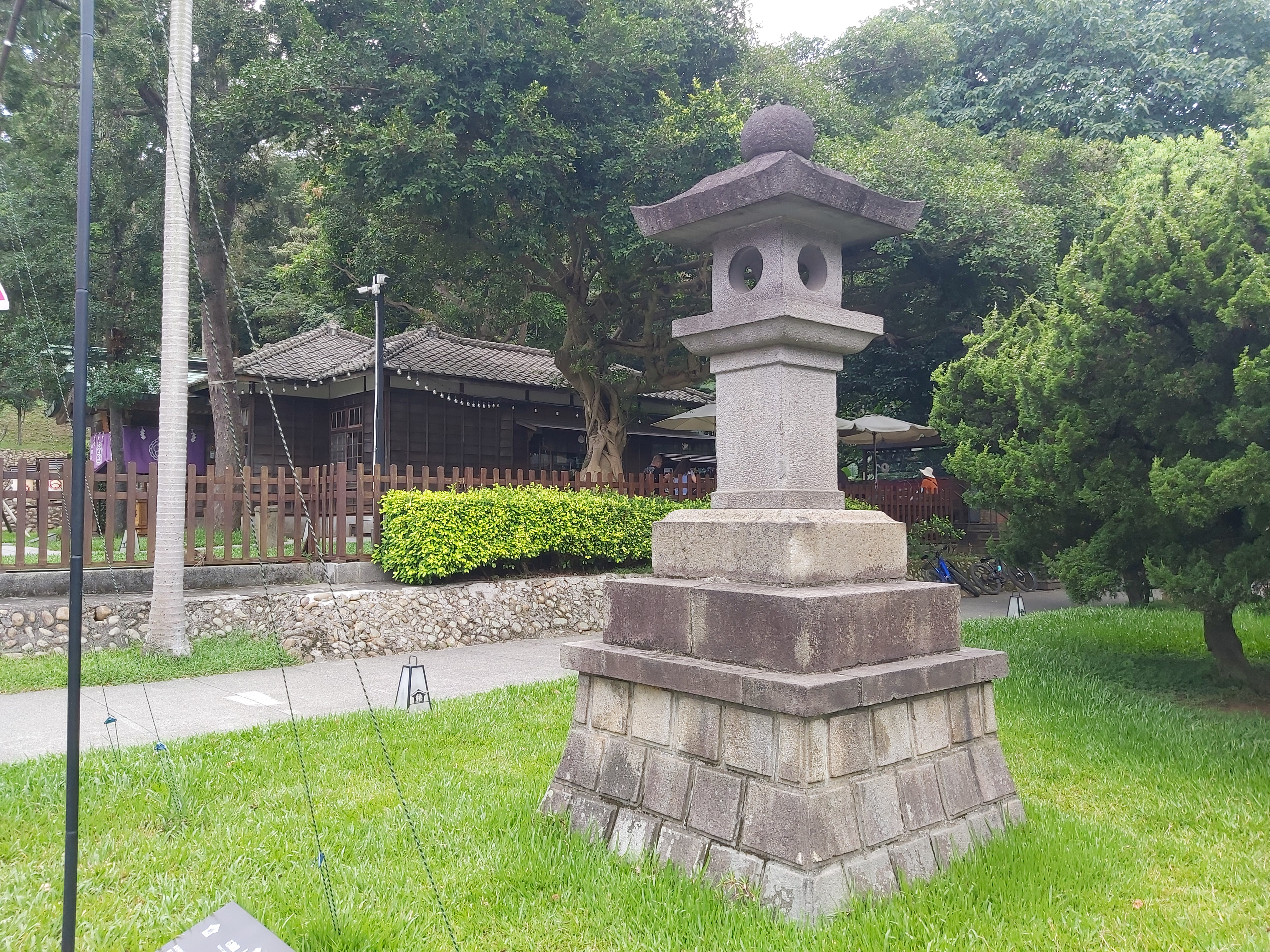
石燈籠

#### 神社社號碑
社號碑被視為神社最重要的標誌，並標示著神社的名稱和座落地點，桃園神社社號碑設立於神社入口處，該碑高約320公分，底部設有三個階梯的正方形基壇，表面覆蓋洗石子，原名稱「桃園神社」刻於基壇上方，頂部為尖峰金字塔形。正面上方刻有「桃園神社」，背面則刻有鎮座日期「昭和十三年六月十日」等字樣。
1946年，國民政府將表面重新刻成「新竹縣忠烈祠」，背面日期也重新刻成「中華民國三十五年六月十七日建立」字樣。後在1950年10月，再將「新竹」二字改刻為「桃園」而呈現貌。
階梯前方現展示刻有「奉獻 芦竹庄 徐崇德」字樣之石碑，背面刻有「昭和十三年九月吉日」，該石被推測為第一對狛犬基座之中間部份結構。

#### 狛犬
狛犬又稱之為「高麗犬」、「貊白犬」或「唐獅子」，被視為守護神社的重要象徵，桃園神社曾設置兩對狛犬，一對位於五之鳥居前，另一對則位於後側，1946年後，神社狛犬全數遭到撤除。當前神社可見的狛犬，是1986年以原有的舊照片樣式重新建造並安置的複製品。

#### 銅馬
銅馬一般被放置在神社入口及鳥居旁邊，象徵著神馬供奉在此。桃園神社則設有一座銅馬，其雕像由青铜所製成，全身飾有精緻的紋飾，腹部的兩側鑄有櫻花徽章鑄紋。該雕像長度約為270公分，高度約為205公分。其下部基座於1986年所重建，長度為270公分，寬度為105公分，高度為110公分。
其基座的材料為混凝土，內植有鵝卵石，表面經過仿石材處理，外側則採用洗石子混凝土製作。當前銅馬已經遭受了一些磨損和破壞，包括社紋則遭受極為嚴重的磨損，但雕像本身仍保留一定的完整性。

#### 石燈籠
石燈籠通常放置在神社入口或境內，以提供園區照明，內部配有電線和電燈等設備。桃園神社在落成時，則於神社各處設立大型和小型兩種型式的燈籠，並按等距離間隔擺設。
戰後，多數石燈籠大多遭到拆除。當代在神社周遭地區仍保存著大量石燈籠竿的殘跡，其中兩座大型和四個小座的石燈籠為1986年修復工程所重建，分置於鳥居前參道兩旁。大型石燈籠則在小型燈籠的基礎增加高度為85公分的基壇，材質為鋼筋混凝土。

## 事件

### 迎神爭議

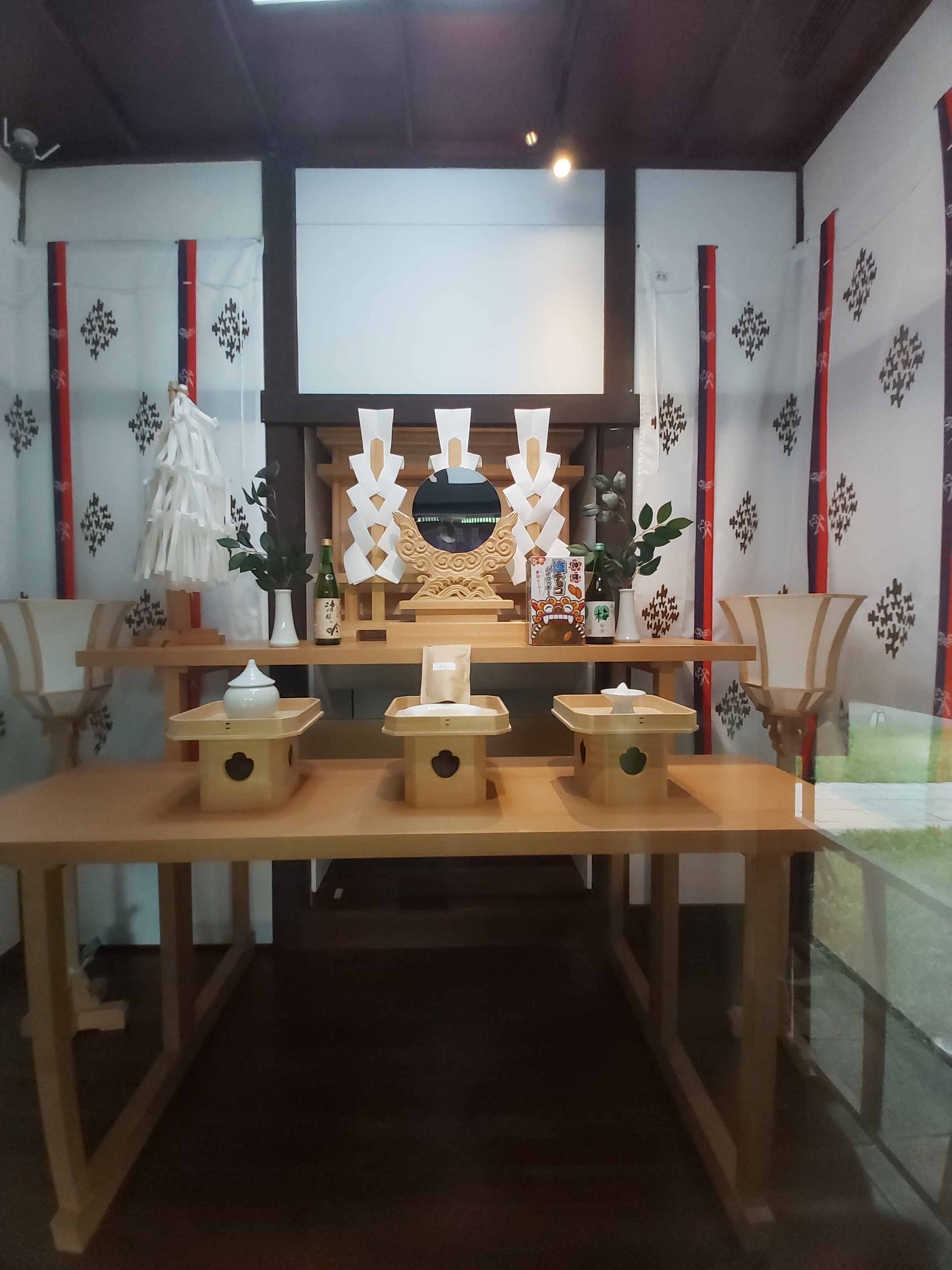
社務所內大國主大神、天照大神與豐受大神的神體陳列間

2022年9月，桃園神社文化園區與日本北海道釧路市的鳥取神社合作，設置「桃園神社 昭和拾參」繪馬褂所、祈禱頒布所、風鈴迴廊等，並販賣作過入魂儀式的御守。該年12月5日，市府修正「桃園市政府孔廟忠烈祠聯合管理所場地使用管理要點」，將管理要點改納入營運計畫規範後，委外廠商只需要送交主管機關備查，即可自行調整舉辦之活動內容。其後廠商迎請主神大國主大神、天照大神與豐受大神並開放民眾參拜。委外廠商說，自從9月引進日本神社文化後，吸引很多民眾到場參觀，從過去每天不到10人入園，變成平日900人次、假日5000人次的入園人潮，提升園區內的經濟與觀光。
然而，此事引起部分人士批評悖離忠烈祠精神，桃園市政府民政局於2023年3月表示隨著2月28日活動檔期結束，已於3月1日陸續撤下場佈、3月13日將三尊神祇請回，為避免再發生類似爭議，已研擬修正場地使用管理要點。

## 流行文化
在2014年臺灣電影《KANO》中，片中近藤兵太郎教練與嘉義農林棒球隊球員們初次見面的集合地點嘉義神社，即是在桃園神社取景。

## 其他
2022年9月，日本兵庫縣的民間團體城下町樂會曾為感念1995年阪神大地震時臺灣民眾的協助，為原桃園神社打造名刀獅子王的複製品「千年友誼之太刀·麒麟」進行募資計畫，該刀將由兵庫縣刀匠高見國一所打造。

## 外部連結
- 桃園忠烈祠暨神社文化園區 - 官方網站 （页面存档备份，存于）
- 桃園神社的Facebook專頁
- 桃園忠烈祠暨神社文化園區 - 桃園觀光導覽網 （页面存档备份，存于）
- 桃園忠烈祠 - 文化部iCulture-文化空間 （页面存档备份，存于）
- 台灣地區神社歷史沿革及型制的初探：爭議的歷史建築 張德南